# Список Героев Советского Союза (Свердловская область)
Список Героев Советского Союза из Свердловской области.

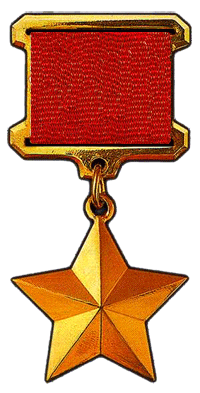
Медаль «Золотая Звезда» — вручалась Героям Советского Союза

В списке представлены в алфавитном порядке жители Свердловской области — Герои Советского Союза. Список содержит информацию о дате Указа о присвоении звания, роде войск, должности и воинском звании Героев на время присвоения звания Героя Советского Союза, годах жизни.
В список включены Герои, родившиеся на территории Свердловской области, а также проживавшие, работавшие (служившие), проходившие обучение и мобилизованные (призванные) в данном регионе.
 Серым цветом в таблице выделены Герои, награждённые посмертно. 
| №   | Фото | Фамилия Имя Отчество                         | Дата Указа                                  | Род войск                    | Должность | Звание                                                                         | Годы жизни                                    |
| --- | ---- | -------------------------------------------- | ------------------------------------------- | ---------------------------- | --- | ------------------------------------------------------------------------------ | --------------------------------------------- |
| 1   | none | Абрамов Илья Васильевич                      | 10.01.1944                                  | инженер                      | сапёр 180-го отдельного сапёрного батальона 167-й стрелковой Сумско-Киевской дважды Краснознамённой дивизии 38-й армии 1-го Украинского фронта | ефрейтор                                                                       | 26.07.1922 — 19.08.1946                       |
| 2   | none | Азев Михаил Ефимович                         | 26.10.1943                                  | кавалерия                    | командир взвода 2-го гвардейского кавалерийского полка 2-й гвардейской кавалерийской дивизии 1-го гвардейского кавалерийского корпуса 6-й армии Юго-Западного фронта | гвардии лейтенант                                                              | 22 ноября (5 декабря) 1906 — 27.02.1943       |
| 3   | none | Аксёнов Константин Филиппович                | 27.06.1945                                  | авиация                      | заместитель командира эскадрильи 82-го гвардейского бомбардировочного авиационного полка 1-й гвардейской бомбардировочной авиационной дивизии 6-го гвардейского бомбардировочного авиационного корпуса 2-й воздушной армии 1-го Украинского фронта | гвардии старший лейтенант                                                      | 18.08.1918 — 07.11.1966                       |
| 4   | none | Алексеенко Александр Минович                 | 24.03.1945                                  | пехота                       | командир пулемётного расчёта 566-го стрелкового полка 153-й стрелковой дивизии 49-й армии 2-го Белорусского фронта | старший сержант                                                                | 15.03.1924 — 05.12.1945                       |
| 5   | none | Ананьин Степан Константинович                | 08.09.1943                                  | авиация                      | командир 299-го штурмового авиационного полка 290-й штурмовой авиационной дивизии 3-го смешанного авиационного корпуса 17-й воздушной армии Юго-Западного фронта | майор                                                                          | 22 июня (5 июля) 1904 — 15.01.1960            |
| 6   | none | Андреев Евгений Николаевич                   | 12.12.1962                                  | авиация                      | испытатель парашютной техники Научно-исследовательского института ВВС СССР | полковник                                                                      | 04.09.1926 — 09.02.2000                       |
| 7   | none | Андреев Николай Родионович                   | 05.11.1942                                  | танкист                      | командир танкового взвода 6-й гвардейской танковой бригады 1-й танковой армии Сталинградского фронта | гвардии лейтенант                                                              | 07.08.1921 — 05.04.2000                       |
| 8   | none | Аникин Николай Александрович                 | 22.02.1944                                  | артиллерия                   | командир дивизиона 197-го гвардейского артиллерийского полка 92-й гвардейской стрелковой дивизии 37-й армии Степного фронта | гвардии капитан                                                                | 25.03.1919 — 06.10.1977                       |
| 9   | none | Анохин Иван Фёдорович                        | 15.01.1944                                  | пехота                       | заместитель командира 3-го батальона по политической части 467-го стрелкового полка 81-й стрелковой дивизии 61-й армии Центрального фронта | капитан                                                                        | 8 (21) сентября 1902 — 17.06.1977             |
| 10  | none | Антипин Иван Алексеевич                      | 01.07.1944                                  | авиация                      | лётчик 667-го штурмового авиационного полка 292-й штурмовой авиационной дивизии 1-го штурмового авиационного корпуса 5-й воздушной армии 2-го Украинского фронта | лейтенант                                                                      | 11.09.1921 — 21.12.2005                       |
| 11  |      | Арапов Алексей Назарович                     | 27.10.1943                                  | авиация                      | начальник штаба 3-й гвардейской воздушно-десантной дивизии 60-й армии Центрального фронта | гвардии подполковник                                                           | 6 (19) марта 1906 — 14.09.1943                |
| 12  |      | Артамонов Алексей Алексеевич                 | 27.03.1942                                  | авиация                      | младший лётчик 168-го истребительного авиационного полка 45-й смешанной авиационной дивизии 18-й армии Южного фронта | лейтенант                                                                      | 11 (24) марта 1916 — 30.07.1941               |
| 13  | none | Афанасьев Семён Ефимович                     | 15.01.1944                                  | пехота                       | стрелок 237-го гвардейского стрелкового полка 76-й гвардейской стрелковой дивизии 61-й армии Центрального фронта | гвардии красноармеец                                                           | 4 (17) мая 1906 — 25.07.1973                  |
| 14  | none | Бабайлов Павел Константинович                | 23.02.1945                                  | авиация                      | командир эскадрильи 163-го гвардейского истребительного авиационного полка 229-й истребительной авиационной дивизии 4-й воздушной армии 2-го Белорусского фронта | гвардии капитан                                                                | 25.02.1919 — 14.10.1944                       |
| 15  | none | Бабкин Иван Васильевич                       | 09.02.1944                                  | артиллерия                   | командир орудия 328-го гвардейского истребительно-противотанкового артиллерийского полка 9-й гвардейской истребительно-противотанковой артиллерийской бригады 47-й армии Воронежского фронта | гвардии старший сержант                                                        | 10 (23) сентября 1914 — 12.12.1961            |
| 16  | none | Бабушкин Леонид Георгиевич                   | 24.03.1945                                  | пехота                       | командир отделения взвода разведки 609-го стрелкового полка 139-й стрелковой дивизии 50-й армии 2-го Белорусского фронта | младший сержант                                                                | 03.04.1925 — 22.02.1993                       |
| 17  | none | Бадьин Владимир Иванович                     | 26.10.1943                                  | артиллерия                   | командир батареи 671-го артиллерийского полка 213-й стрелковой дивизии 7-й гвардейской армии Степного фронта | старший лейтенант                                                              | 17.10.1918 — 25.09.2003                       |
| 18  | none | Баженов Глеб Фёдорович                       | 19.08.1944                                  | авиация                      | командир эскадрильи 19-го гвардейского авиационного полка 8-й гвардейской авиационной дивизии 2-го гвардейского авиационного корпуса авиации дальнего действия | гвардии капитан                                                                | 20.07.1919 — 02.05.1975                       |
| 19  | none | Балдин Анатолий Михайлович                   | 13.04.1944                                  | авиация                      | командир звена 92-го гвардейского штурмового авиационного полка 4-й гвардейской штурмовой авиационной дивизии 5-го штурмового авиационного корпуса 2-й воздушной армии 1-го Украинского фронта | гвардии лейтенант                                                              | 03.01.1923 — 07.01.1995                       |
| 20  | none | Банифатов Иван Сергеевич                     | 06.03.1945                                  | авиация                      | заместитель командира эскадрильи 35-го штурмового авиационного полка 9-й штурмовой авиационной дивизии Военно-воздушных сил Балтийского флота | старший лейтенант                                                              | 08.05.1919 — 26.05.1996                       |
| 21  |      | Барковский Виктор Антонович                  | 14.02.1943                                  | авиация                      | лётчик 591-го истребительного авиационного полка 36-й истребительной авиационной дивизии Войск ПВО СССР | младший лейтенант                                                              | 28.11.1919 — 20.05.1942                       |
| 22  |      | Бахчиванджи Григорий Яковлевич               | 28.04.1973                                  | авиация                      | лётчик-испытатель | капитан                                                                        | 7 (20) февраля 1908 — 27.03.1943              |
| 23  | none | Безукладников Владимир Николаевич            | 22.02.1944                                  | артиллерия                   | командир огневого взвода артиллерийской батареи 1118-го стрелкового полка 333-й стрелковой дивизии 6-й армии 3-го Украинского фронта | младший лейтенант                                                              | 26.08.1924 — 11.07.2003                       |
| 24  | none | Белопухов Евстрат Степанович                 | 17.10.1943                                  | пехота                       | командир пулемётного взвода 1033-го стрелкового полка 280-й стрелковой дивизии 60-й армии Центрального фронта | лейтенант                                                                      | 05.01.1922 — 18.02.1980                       |
| 25  | none | Бельских Иосиф Михайлович                    | 03.06.1944                                  | артиллерия                   | командир орудия 145-го отдельного истребительно-противотанкового дивизиона 30-й стрелковой дивизии 47-й армии Воронежского фронта | старший сержант                                                                | 02.04.1919 — 12.07.1987                       |
| 26  | none | Белявский Николай Иванович                   | 03.06.1944                                  | пехота                       | командир отделения 147-го гвардейского стрелкового полка 49-й гвардейской стрелковой дивизии 28-й армии 3-го Украинского фронта | гвардии старший сержант                                                        | 1908 — 05.04.1944                             |
| 27  |      | Беляев Павел Иванович                        | 23.03.1965                                  | космонавт                    | командир многоместного космического корабля «Восход-2», лётчик-космонавт СССР № 10 | полковник                                                                      | 26.06.1925 — 10.01.1970                       |
| 28  | none | Благодетелев Павел Сергеевич                 | 10.04.1945                                  | артиллерия                   | командир батареи 467-го гвардейского миномётного полка 7-го гвардейского танкового корпуса 3-й гвардейской танковой армии 1-го Украинского фронта | гвардии старший лейтенант                                                      | 15 (28) июня 1908 — 21.10.1988                |
| 29  | none | Богатов Пётр Антонович                       | 23.09.1944                                  | артиллерия                   | командир батареи 399-го гаубичного артиллерийского полка 2-й гвардейской гаубичной артиллерийской бригады 1-й гвардейской артиллерийской дивизии прорыва 13-й армии 1-го Украинского фронта | лейтенант                                                                      | 11.08.1921 — 17.09.2000                       |
| 30  | none | Богатырь Пётр Устинович                      | 07.04.1940                                  | пехота                       | политический руководитель 1-й стрелковой роты 136-го стрелкового полка 97-й стрелковой дивизии 13-й армии Северо-Западного фронта | младший политрук                                                               | 1914 — 29.09.1959                             |
| 31  | none | Болотов Василий Гаврилович                   | 12.04.1942                                  | авиация                      | помощник командира эскадрильи 61-го штурмового авиационного полка Западного фронта | старший лейтенант                                                              | 29 февраля (13 марта) 1908 — 16.10.1976       |
| 32  | none | Борисов Василий Петрович                     | 26.04.1971                                  | авиация                      | лётчик-испытатель ОКБ имени А. Н. Туполева | —                                                                              | 10.01.1929 — 30.03.2001                       |
| 33  | none | Борисов Георгий Алексеевич                   | 27.06.1945                                  | пехота                       | помощник командира взвода 130-й отдельной разведывательной роты 149-й стрелковой дивизии 3-й гвардейской армии 1-го Украинского фронта | старший сержант                                                                | 15 (28) марта 1911 — 19.01.1996               |
| 34  | none | Боронин Михаил Петрович                      | 22.02.1944                                  | авиация                      | штурман звена 9-го гвардейского минно-торпедного авиационного полка 5-й минно-торпедной авиационной дивизии Военно-воздушных сил Северного флота | гвардии лейтенант                                                              | 28 октября (10 ноября) 1914 — 11.05.1944      |
| 35  |      | Бочаров Николай Павлович                     | 12.01.1942                                  | пехота                       | политрук роты 280-го стрелкового полка 185-й стрелковой дивизии 30-й армии Западного фронта | политрук                                                                       | 28 января (10 февраля) 1915 — 27.09.1997      |
| 36  | none | Бояринов Григорий Иванович                   | 28.04.1980                                  | КГБ                          | командир отряда специального назначения «Зенит», руководитель операции по штурму дворца Амина | полковник                                                                      | 15.11.1922 — 27.12.1979                       |
| 37  | none | Бурак Андрей Матвеевич                       | 13.11.1943                                  | пехота                       | наводчик пулемёта 3-го батальона 198-го гвардейского стрелкового полка 68-й гвардейской стрелковой дивизии 40-й армии Воронежского фронта | гвардии красноармеец                                                           | 1911 — 07.10.1943                             |
| 38  | none | Бутков Василий Васильевич                    | 19.04.1945                                  | генерал                      | командир 1-го танкового корпуса 3-го Белорусского фронта | генерал-лейтенант                                                              | 29 декабря 1900 (11 января 1901) — 24.06.1981 |
| 39  | none | Буторин Николай Васильевич                   | 16.10.1943                                  | пехота                       | пулемётчик 25-го гвардейского стрелкового полка 6-й гвардейской стрелковой дивизии 13-й армии Центрального фронта | гвардии сержант                                                                | 11 (24) декабря 1912 — 01.03.1945             |
| 40  | none | Ванин Фёдор Варламович                       | 29.10.1943                                  | пехота                       | командир стрелкового батальона 836-го стрелкового полка 240-й стрелковой дивизии 38-й армии Воронежского фронта | капитан                                                                        | 25.09.1922 — 27.12.1996                       |
| 41  |      | Варенников Валентин Иванович                 | 03.03.1988                                  | генерал                      | первый заместитель начальника Генерального штаба Вооружённых Сил СССР | генерал армии                                                                  | 15.12.1923 — 06.05.2009                       |
| 42  | none | Варягов Николай Петрович                     | 27.06.1945                                  | артиллерия                   | командир батареи 530-го истребительного противотанкового артполка 28-й армии 1-го Украинского фронта | старший лейтенант                                                              | 25.06.1924 — 09.08.1995                       |
| 43  | none | Васильев Владимир Александрович              | 31.03.1943                                  | пехота                       | командир отделения 130-го гвардейского стрелкового полка 44-й гвардейской стрелковой дивизии 1-й гвардейской армии Юго-Западного фронта | гвардии сержант                                                                | 1921 — 15.01.1943                             |
| 44  | none | Васильев Николай Николаевич                  | 15.01.1944                                  | пехота                       | наводчик противотанкового ружья 107-го стрелкового полка 55-й стрелковой дивизии 61-й армии Центрального фронта | младший сержант                                                                | 04.06.1923 — 17.01.1944                       |
| 45  | none | Васькин Фрол Васильевич                      | 31.05.1945                                  | пехота                       | командир взвода отдельной зенитно-пулемётной роты 75-й гвардейской стрелковой дивизии 61-й армии 1-го Белорусского фронта | гвардии старший лейтенант                                                      | 18 (31) августа 1911 — 10.12.1983             |
| 46  | none | Ватагин Алексей Михайлович                   | 21.03.1940                                  | пехота                       | командир роты 355-го стрелкового полка 100-й стрелковой дивизии 7-й армии Северо-Западного фронта | старший лейтенант                                                              | 13 (26) сентября 1912 — 30.04.1945            |
| 47  |      | Ватомов Яков Иосифович                       | 20.11.1941                                  | десантники                   | командир отделения роты разведки 212-й воздушно-десантной бригады 37-й армии Юго-Западного фронта | сержант                                                                        | 20.10.1918 — 20.12.1941                       |
| 48  | none | Вересков Виктор Александрович                | 10.01.1944                                  | танкист                      | радист-пулемётчик танкового экипажа 332-го танкового батальона 52-й гвардейской танковой бригады 6-го гвардейского танкового корпуса 3-й гвардейской танковой армии 1-го Украинского фронта | гвардии младший сержант                                                        | 24.09.1924 — 05.01.1944                       |
| 49  | none | Верхоланцев Валерий Александрович            | 15.05.1946                                  | авиация                      | заместитель командира 98-го отдельного корректировочно-разведывательного авиационного полка 16-й воздушной армии 1-го Белорусского фронта | майор                                                                          | 24 декабря 1915 (6 января 1916) — 02.08.2001  |
| 50  | none | Ветров Виктор Митрофанович                   | 19.04.1945                                  | авиация                      | командир эскадрильи 136-го гвардейского штурмового авиационного полка 1-й гвардейской штурмовой авиационной дивизии 1-й воздушной армии 3-го Белорусского фронта | гвардии старший лейтенант                                                      | 22.03.1922 — 15.10.1967                       |
| 51  | none | Винокуров Василий Иосифович                  | 27.06.1945                                  | пехота                       | старшина роты автоматчиков моторизированного батальона 91-й танковой бригады 9-го механизированного корпуса 3-й гвардейской танковой армии 1-го Украинского фронта | старшина                                                                       | 19 декабря 1914 (1 января 1915) — 03.07.1979  |
| 52  | none | Вишенков Владимир Михайлович                 | 13.04.1944                                  | авиация                      | командир звена 8-го отдельного дальнего разведывательного авиационного полка 8-й воздушной армии 4-го Украинского фронта | старший лейтенант                                                              | 15.05.1922 — 09.03.2003                       |
| 53  | none | Востротин Валерий Александрович              | 06.01.1988                                  | десантники                   | командир отдельного 345-го гвардейского парашютно-десантного полка 40-й армии Туркестанского военного округа в составе ограниченного контингента советских войск в Демократической Республике Афганистан | гвардии подполковник                                                           | род. 20.11.1952                               |
| 54  | none | Вяткин Александр Ильич                       | 24.03.1945                                  | артиллерия                   | командир орудия 242-го отдельного истребительно-противотанкового дивизиона 371-й стрелковой дивизии 5-й армии 3-го Белорусского фронта | сержант                                                                        | 21.09.1921 — 21.04.1990                       |
| 55  | none | Гаврилов Пётр Филиппович                     | 22.07.1944                                  | танкист                      | командир роты 34-й гвардейской танковой бригады 6-й гвардейской армии 1-го Прибалтийского фронта | гвардии старший лейтенант                                                      | 1 (14) октября 1914 — 15.07.1968              |
| 56  | none | Гайнутдинов Махметин Галентинович            | 30.10.1943                                  | связисты                     | командир взвода роты связи 43-го стрелкового полка 106-й стрелковой дивизии 65-й армии Центрального фронта | старшина                                                                       | 17.08.1921 — 07.05.1993                       |
| 57  | none | Глазунов Григорий Иванович                   | 20.12.1943                                  | связисты                     | начальник радиостанции 139-й гвардейской отдельной роты связи 92-й гвардейской стрелковой дивизии 37-й армии Степного фронта | гвардии старший сержант                                                        | 08.08.1918 — 19.04.1989                       |
| 58  | none | Гомзин Виктор Владимирович                   | 24.03.1945                                  | артиллерия                   | заместитель командира отделения роты противотанковых ружей 148-го отдельного истребительно-противотанкового дивизиона 73-й стрелковой дивизии 48-й армии 1-го Белорусского фронта | старшина                                                                       | 24.12.1918 — 20.03.1945                       |
| 59  | none | Гора Пётр Евстафьевич                        | 17.10.1943                                  | пехота                       | помощник командира взвода 248-й курсантской стрелковой бригады 60-й армии Центрального фронта | старший сержант                                                                | 28.12.1922 — 11.05.2002                       |
| 60  | none | Горбунов Степан Петрович                     | 23.09.1944                                  | инженер                      | командир отделения 13-го гвардейского отдельного мотоинженерного батальона 17-й мотоинженерной бригады 1-й гвардейской танковой армии 1-го Украинского фронта | гвардии старший сержант                                                        | 4 (17) августа 1902 — 15.12.1969              |
| 61  | none | Григорьев Николай Иванович                   | 26.10.1944                                  | артиллерия                   | заместитель командира 64-го гвардейского отдельного истребительно-противотанкового дивизиона 57-й гвардейской стрелковой дивизии 8-й гвардейской армии 1-го Белорусского фронта | гвардии старший лейтенант                                                      | 14.12.1922 — 04.08.1944                       |
| 62  | none | Григорьев Николай Михайлович                 | 24.03.1945                                  | пехота                       | командир отделения разведки 1203-го стрелкового полка 354-й стрелковой дивизии 65-й армии 1-го Белорусского фронта | младший сержант                                                                | 02.12.1925—25.08.2016                         |
| 63  | none | Гробов Анатолий Александрович                | 29.10.1943                                  | инженер                      | командир сапёрной роты 46-го гвардейского отдельного сапёрного батальона 42-й гвардейской стрелковой дивизии 40-й армии Воронежского фронта | гвардии старший лейтенант                                                      | 23 апреля (6 мая) 1916 — 24.12.1943           |
| 64  | none | Громов Иван Иванович (Гарварт Иван Иванович) | 24.03.1945                                  | десантники                   | командир 3-го гвардейского воздушно-десантного полка 1-й гвардейской воздушно-десантной дивизии 53-й армии 2-го Украинского фронта | гвардии майор                                                                  | 8 (21) июля 1917 — 14.04.2003                 |
| 65  | none | Губин Евгений Иванович                       | 01.07.1944                                  | авиация                      | старший лётчик 218-го штурмового авиационного полка 299-й штурмовой авиационной дивизии 16-й воздушной армии 1-го Белорусского фронта | лейтенант                                                                      | 25.02.1923 — 05.03.1991                       |
| 66  | none | Гуляев Иван Иванович                         | 02.03.1966                                  | морской флот                 | командир атомной подводной лодки «К-27» Северного флота | капитан 1-го ранга                                                             | 28.05.1922 — 27.03.1998                       |
| 67  | none | Гурьев Павел Дмитриевич                      | 28.04.1945                                  | инженер                      | командир сапёрного взвода 21-го гвардейского отдельного сапёрного батальона 5-го гвардейского танкового корпуса 6-й гвардейской танковой армии 2-го Украинского фронта | гвардии старший лейтенант                                                      | 16 (29) июня 1906 — 28.12.1944                |
| 68  | none | Даньщин Сергей Петрович                      | 25.03.1943                                  | авиация                      | командир звена 2-го гвардейского авиационного полка 3-й авиационной дивизии авиации дальнего действия | гвардии капитан                                                                | 19 июня (2 июля) 1911 — 11.09.1943            |
| 69  | none | Девятьяров Александр Андреевич               | 10.04.1945                                  | авиация                      | помощник командира полка по воздушно-стрелковой службе 140-го гвардейского штурмового авиационного полка 8-й гвардейской штурмовой авиационной дивизии 1-го гвардейского штурмового авиационного корпуса 2-й воздушной армии 1-го Украинского фронта | гвардии майор                                                                  | 2 (15) июня 1907 — 02.03.1985                 |
| 70  | none | Дёмин Александр Фёдорович                    | 26.10.1943                                  | артиллерия                   | командир орудия 451-го гаубичного артиллерийского полка 40-й гаубичной артиллерийской бригады 11-й артиллерийской дивизии прорыва 6-й армии Юго-Западного фронта | сержант                                                                        | 18.07.1918 — 23.03.1943                       |
| 71  | none | Демченко Василий Дмитриевич                  | 27.02.1945                                  | пехота                       | командир батальона 283-го гвардейского стрелкового полка 94-й гвардейской стрелковой дивизии 5-й ударной армии 1-го Белорусского фронта | гвардии капитан                                                                | 08.06.1921 — 12.04.1996                       |
| 72  | none | Денисов Михаил Игнатьевич                    | 03.06.1944                                  | танкист                      | механик-водитель танка Т-34 305-го танкового батальона 53-й гвардейской танковой бригады 6-го гвардейского танкового корпуса 3-й гвардейской танковой армии 1-го Украинского фронта | гвардии старший сержант                                                        | 31 декабря 1913 (13 января 1914) — 03.07.2001 |
| 73  | none | Дерябин Юрий Иванович                        | 20.12.1943                                  | артиллерия                   | командир батареи 93-го пушечно-артиллерийского полка 27-й пушечно-артиллерийской бригады 37-й армии Степного фронта | лейтенант                                                                      | 21.01.1923 — 14.07.2005                       |
| 74  | none | Дивочкин Александр Андреевич                 | 26.08.1941                                  | артиллерия                   | командир батареи 15-го мотострелкового полка 4-й мотострелковой дивизии войск НКВД СССР | младший лейтенант                                                              | 25 февраля (10 марта) 1914 — 19.08.1946       |
| 75  | none | Дозорцев Фёдор Иванович                      | 10.04.1945                                  | пехота                       | командир 3-го мотострелкового батальона 29-й гвардейской мотострелковой бригады 10-го гвардейского танкового корпуса 4-й танковой армии 1-го Украинского фронта | гвардии капитан                                                                | 24.05.1922 — 22.06.1992                       |
| 76  | none | Дубинин Ефим Иванович                        | 10.01.1944                                  | артиллерия                   | командир орудия 1666-го истребительно-противотанкового артиллерийского полка 38-й армии 1-го Украинского фронта | старший сержант                                                                | 10 (23) августа 1914 — 08.12.1988             |
| 77  | none | Дышинский Владимир Александрович             | 20.12.1943                                  | пехота                       | командир взвода разведки 96-й гвардейской отдельной разведывательной роты 92-й гвардейской стрелковой дивизии 37-й армии Степного фронта | гвардии младший лейтенант                                                      | 01.03.1923 — 22.02.1944                       |
| 78  | none | Дьяконов Никита Николаевич                   | 04.02.1944                                  | авиация                      | заместитель командира эскадрильи 672-го штурмового авиационного полка 306-й штурмовой авиационной дивизии 9-го смешанного авиационного корпуса 17-й воздушной армии 3-го Украинского фронта | лейтенант                                                                      | 24 июня (7 июля) 1914 — 24.12.1944            |
| 79  | none | Евлашев Иван Петрович                        | 22.02.1944                                  | пехота                       | помощник командира взвода 276-го гвардейского стрелкового полка 92-й гвардейской стрелковой дивизии 37-й армии Степного фронта | гвардии сержант                                                                | 1922 — 01.10.1943                             |
| 80  | none | Евстигнеев Алексей Алексеевич                | 24.05.1944                                  | артиллерия                   | командир орудия 576-го артиллерийского полка 167-й стрелковой дивизии 40-й армии 1-го Украинского фронта | ефрейтор                                                                       | 13.03.1919 — 25.01.1944                       |
| 81  | none | Едомин Михаил Михайлович                     | 24.12.1943                                  | артиллерия                   | наводчик орудия 330-го гвардейского истребительно-противотанкового артиллерийского полка 9-й гвардейской истребительно-противотанковой артиллерийской бригады 47-й армии Воронежского фронта | гвардии младший сержант                                                        | 5 (18) сентября 1911 — 14.10.1993             |
| 82  | none | Елизаров Алексей Андреевич                   | 22.01.1944                                  | морской флот                 | командир мотобота № 17 дивизиона десантных мотоботов Новороссийской военно-морской базы Черноморского флота | старшина 2-й статьи                                                            | 30.03.1922 — 04.07.1950                       |
| 83  |      | Елохин Агей Александрович                    | 10.02.1942                                  | авиация                      | командир эскадрильи 69-го истребительного авиационного полка 21-й смешанной авиационной дивизии Южного фронта | старший лейтенант                                                              | 3 (16) декабря 1912 — 23.06.1942              |
| 84  | none | Елян Эдуард Ваганович                        | 26.04.1971                                  | авиация                      | лётчик-испытатель ОКБ А. Н. Туполева | полковник                                                                      | 20.08.1926 — 06.04.2009                       |
| 85  | none | Епимахов Николай Михайлович                  | 13.11.1943                                  | артиллерия                   | командир дивизиона 576-го артиллерийского полка 167-й стрелковой дивизии 38-й армии Воронежского фронта | старший лейтенант                                                              | 21.03.1919 — 27.11.1989                       |
| 86  | none | Епишев Алексей Алексеевич                    | 21.02.1978                                  | генерал                      | начальник Главного политического управления Советской Армии и Военно-Морского Флота | генерал армии                                                                  | 6 (19) мая 1908 — 15.09.1985                  |
| 87  | none | Ерёменко Иван Трофимович                     | 28.10.1937                                  | авиация                      | командир 1-й истребительной авиационной эскадрильи в войсках республиканской Испании | капитан                                                                        | 24 июня (7 июля) 1910 — 01.12.1986            |
| 88  | none | Ермак Владимир Иванович                      | 21.02.1944                                  | пехота                       | стрелок 14-го отдельного штрафного батальона Ленинградского фронта | красноармеец                                                                   | 15.05.1924 — 19.07.1943                       |
| 89  | none | Жбанов Михаил Евлампиевич                    | 29.10.1943                                  | пехота                       | командир взвода истребительно-противотанковой батареи 520-го стрелкового полка 167-й стрелковой дивизии 38-й армии Воронежского фронта | сержант                                                                        | 11 (24) ноября 1909 — 10.08.1993              |
| 90  | none | Желваков Иван Михайлович                     | 05.11.1944                                  | морской флот                 | командир звена 2-го дивизиона торпедных катеров бригады торпедных катеров Северного флота | старший лейтенант                                                              | 03.03.1918 — 04.02.1952                       |
| 91  | none | Жилин Александр Иванович                     | 15.01.1944                                  | пехота                       | пулемётчик 37-го гвардейского стрелкового полка 12-й гвардейской стрелковой дивизии 61-й армии Центрального фронта | гвардии красноармеец                                                           | 23 июля (4 августа) 1899 — 14.03.1944         |
| 92  | none | Жолудев Наум Ильич                           | 20.12.1943                                  | пехота                       | командир миномётного расчёта 273-го гвардейского стрелкового полка 89-й гвардейской стрелковой дивизии 37-й армии Степного фронта | гвардии младший сержант                                                        | 13.01.1922 — 09.12.1985                       |
| 93  | none | Жуков Василий Егорович                       | 24.12.1943                                  | артиллерия                   | наводчик орудия 59-го артиллерийского полка 30-й стрелковой дивизии 47-й армии Воронежского фронта | красноармеец                                                                   | 15.03.1918 — 08.11.1997                       |
| 94  |      | Жуков Георгий Константинович                 | 29.08.1939 29.07.1944 01.06.1945 01.12.1956 | генерал маршал маршал маршал | С 6 июня 1939 года по апрель 1940 года командующий 1-й армейской группой советских войск в Монгольской Народной Республике. В годы Великой Отечественной войны командовал войсками Резервного, Ленинградского (10.09.1941 — 10.10.1941), Западного (10.10.1941 — 26.08.1942), 1-го Украинского (01.03.1944 — 16.05.1944) и 1-го Белорусского (16.11.1944 — 10.06.1945) фронтов, член Ставки Верховного Главнокомандования. С 26 августа 1942 года по июнь 1945 года 1-й заместитель наркома обороны и заместитель Верховного главнокомандующего. 18 января 1943 года генералу армии Жукову первому в годы Великой Отечественной войны было присвоено высшее воинское звание — Маршал Советского Союза. С 10 июня 1945 года по 21 марта 1946 года главнокомандующий Группой советских войск в Германии и главноначальствующий Советской военной администрации. С 21 марта по 9 июня 1946 года главнокомандующий Сухопутными войсками и заместитель министра Вооружённых Сил СССР. С 9 февраля 1955 года по 26 октября 1957 года министр обороны СССР. | комкор Маршал Советского Союза Маршал Советского Союза Маршал Советского Союза | 19 ноября (1 декабря) 1896 — 18.06.1974       |
| 95  | none | Залесов Прохор Денисович                     | 11.04.1940                                  | артиллерия                   | шофёр 301-го гаубичного артиллерийского полка 7-й армии Северо-Западного фронта | красноармеец                                                                   | 21 июля (3 августа) 1914 — 29.05.1981         |
| 96  | none | Заманов Хасан                                | 10.01.1944                                  | пехота                       | стрелок 465-го стрелкового полка 167-й стрелковой дивизии 38-й армии Воронежского фронта | красноармеец                                                                   | 1912 — 20.11.1956                             |
| 97  | none | Замиралов Павел Васильевич                   | 22.02.1944                                  | инженер                      | понтонёр 2-го гвардейского отдельного моторизированного понтонно-мостового батальона 4-й понтонно-мостовой бригады 8-й гвардейской армии 3-го Украинского фронта | гвардии красноармеец                                                           | 21.09.1918 — 13.11.1995                       |
| 98  | none | Захаров Николай Сергеевич                    | 29.06.1945                                  | авиация                      | штурман 166-го гвардейского штурмового авиационного полка 10-й гвардейской штурмовой авиационной дивизии 17-й воздушной армии 3-го Украинского фронта | гвардии старший лейтенант                                                      | 10.08.1921 — 12.12.2001                       |
| 99  | none | Зелёнкин Егор Фёдорович                      | 17.11.1943                                  | пехота                       | командир отделения мотострелкового батальона 69-й механизированной бригады 9-го механизированного корпуса 3-й гвардейской танковой армии Воронежского фронта | сержант                                                                        | 12 (25) мая 1914 — 26.05.1980                 |
| 100 | none | Зозуля Максим Митрофанович                   | 15.01.1944                                  | пехота                       | помощник командира взвода 237-го гвардейского стрелкового полка 76-й гвардейской стрелковой дивизии 61-й армии Центрального фронта | старший сержант                                                                | 15 (28) апреля 1905 — 03.10.1943              |
| 101 | none | Зуев Кузьма Андреевич                        | 07.08.1943                                  | артиллерия                   | командир орудия 1019-го стрелкового полка 307-й стрелковой дивизии 13-й армии Центрального фронта | ефрейтор                                                                       | 9 (22) октября 1914 — 15.01.1978              |
| 102 | none | Иванов Семён Павлович                        | 08.09.1945                                  | генерал                      | начальник штаба Главного командования советских войск на Дальнем Востоке | генерал-полковник                                                              | 31 августа (13 сентября) 1907 — 26.09.1993    |
| 103 | none | Иванов Степан Гаврилович                     | 22.08.1944                                  | авиация                      | заместитель командира 148-го гвардейского истребительного авиационного полка 148-й истребительной авиационной дивизии Войск противовоздушной обороны страны | гвардии майор                                                                  | 7 (20) марта 1914 — 19.07.1983                |
| 104 |      | Игнатов Евгений Петрович                     | 07.03.1943                                  | партизан                     | командир разведчиков и группы минёров партизанского отряда «Бати» в районе Краснодара | —                                                                              | 20.08.1915 — 10.10.1942                       |
| 105 | none | Измадинов Виктор Андреевич                   | 29.06.1945                                  | инженер                      | моторист 5-го тяжёлого моторизованного понтонно-мостового полка 65-й армии 2-го Белорусского фронта | старший сержант                                                                | 25.11.1919 — 12.09.1972                       |
| 106 | none | Иконников Владимир Дмитриевич                | 05.11.1944                                  | авиация                      | заместитель командира эскадрильи 30-го гвардейского авиационного полка дальнего действия 48-й авиационной дивизии 8-го авиационного корпуса авиации дальнего действия | гвардии капитан                                                                | 23.07.1920 — 27.12.2000                       |
| 107 | none | Илюшин Иван Яковлевич                        | 27.06.1945                                  | десантники                   | командир отделения 23-го гвардейского воздушно-десантного полка 9-й гвардейской воздушно-десантной дивизии 5-й гвардейской армии 1-го Украинского фронта | гвардии старший сержант                                                        | 22.01.1915 — 02.11.2003                       |
| 108 | none | Исламов Юрий Верикович                       | 03.03.1988                                  |                              | командир отделения 22-й отдельной бригады специального назначения Главного разведывательного управления Генерального штаба 40-й армии Туркестанского военного округа в составе ограниченного контингента советских войск в Демократической Республике Афганистан | младший сержант                                                                | 05.04.1968 — 31.10.1987                       |
| 109 | none | Ишмухамедов Тамерлан Каримович               | 15.05.1946                                  | авиация                      | заместитель командира эскадрильи 43-го гвардейского штурмового авиационного полка 230-й штурмовой авиационной дивизии 4-й воздушной армии 2-го Белорусского фронта | гвардии старший лейтенант                                                      | 18.08.1919 — 15.05.1995                       |
| 110 | none | Ишмухаметов Ахмадулла Хозеич                 | 23.09.1944                                  | танкист                      | командир мотострелкового батальона 29-й гвардейской мотострелковой бригады 10-го гвардейского танкового корпуса 4-й танковой армии 1-го Украинского фронта | гвардии майор                                                                  | 07.11.1919 — 16.04.1952                       |
| 111 | none | Ищенко Николай Александрович                 | 27.07.1943                                  | авиация                      | командир авиационной эскадрильи 746-го авиационного полка 45-й авиационной дивизии Авиации дальнего действия | майор                                                                          | 14.02.1910 — 12.09.1945                       |
| 112 |      | Кадочников Иван Петрович                     | 15.01.1944                                  | инженер                      | сапёр 86-го гвардейского отдельного сапёрного батальона 77-й гвардейской стрелковой дивизии 61-й армии Центрального фронта | гвардии ефрейтор                                                               | 19.07.1911 — 25.08.1967                       |
| 113 |      | Казаков Александр Афанасьевич                | 24.03.1945                                  | пехота                       | командир батальона 787-го стрелкового полка 222-й стрелковой дивизии 33-й армии 2-го Белорусского фронта | старший лейтенант                                                              | 28.05.1917 — 11.07.1950                       |
| 114 |      | Казаков Михаил Ильич                         | 21.02.1978                                  | генерал                      | военный инспектор-советник Группы Генеральных инспекторов Министерства обороны СССР | генерал армии                                                                  | 09.10.1901 — 25.12.1979                       |
| 115 |      | Казанбаев Шарифзян Габдурахманович           | 13.09.1944                                  | десантники                   | командир отделения комендантского взвода 14-го гвардейского воздушно-десантного полка 6-й гвардейской воздушно-десантной дивизии 4-й гвардейской армии 2-го Украинского фронта | гвардии старшина                                                               | 1916 — 01.04.1944                             |
| 116 |      | Карамушко Пётр Григорьевич                   | 17.10.1943                                  | пехота                       | помощник командира взвода 196-й отдельной разведывательной роты 112-й Рыльской стрелковой дивизии 24-го стрелкового корпуса 60-й армии Центрального фронта | старший сержант                                                                | 25.05.1916 — 24.11.2002                       |
| 117 |      | Карапетян Гурген Рубенович                   | 24.01.1991                                  | авиация                      | лётчик-испытатель ОКБ имени М. Л. Миля | —                                                                              | 09.12.1936—07.12.2021                         |
| 118 |      | Карелин Пётр Петрович                        | 16.11.1943                                  | артиллерия                   | разведчик-наблюдатель 156-го гвардейского артиллерийского полка 77-й гвардейской стрелковой дивизии 61-й армии Центрального фронта | гвардии красноармеец                                                           | 15.03.1923 — 25.08.1990                       |
| 119 |      | Карпеев Михаил Поликарпович                  | 29.06.1945                                  | авиация                      | заместитель командира — штурман авиационной эскадрильи 75-го гвардейского штурмового авиационного полка 1-й гвардейской штурмовой авиационной дивизии 1-й воздушной армии 3-го Белорусского фронта | гвардии лейтенант                                                              | 21.11.1922—07.06.2021                         |
| 120 |      | Карпенко Иван Михайлович                     | 24.03.1945                                  | артиллерия                   | командир дивизиона 127-го гвардейского артиллерийского полка 59-й гвардейской стрелковой дивизии 46-й армии 2-го Украинского фронта | гвардии капитан                                                                | 22.09.1915 — 13.12.1944                       |
| 121 |      | Карушин Александр Фёдорович                  | 26.10.1944                                  | авиация                      | командир эскадрильи 167-го гвардейского штурмового авиационного полка 10-й гвардейской штурмовой авиационной дивизии 2-й воздушной армии 1-го Украинского фронта | гвардии лейтенант                                                              | 07.08.1923 — 07.01.1994                       |
| 122 |      | Карымов Салават Хакимович                    | 05.05.1942                                  | пехота                       | командир стрелкового батальона 709-го стрелкового полка 178-й стрелковой дивизии 22-й армии Калининского фронта | младший лейтенант                                                              | 15.09.1914 — 11.05.1986                       |
| 123 |      | Катков Иван Максимович                       | 15.05.1946                                  | артиллерия                   | исполняющий обязанности командира огневого взвода 54-го лёгкого артиллерийского полка 20-й лёгкой артиллерийской бригады 2-й артиллерийской дивизии 6-го артиллерийского корпуса прорыва 5-й ударной армии 1-го Белорусского фронта | старшина                                                                       | 07.05.1915 — 29.05.2000                       |
| 124 |      | Кашпуров Пётр Афанасьевич                    | 22.02.1944                                  | пехота                       | заместитель по политической части командира 120-го гвардейского стрелкового полка 39-й гвардейской стрелковой дивизии 8-й гвардейской армии 3-го Украинского фронта | гвардии майор                                                                  | 1913 — 15.02.1944                             |
| 125 |      | Кашутин Прохор Иванович                      | 15.05.1946                                  | пехота                       | стрелок 990-го стрелкового полка 230-й стрелковой дивизии 5-й ударной армии 1-го Белорусского фронта | рядовой                                                                        | 1905 — 1954                                   |
| 126 |      | Каюкин Михаил Иванович                       | 10.04.1945                                  | артиллерия                   | командир дивизиона 34-го гвардейского артиллерийского полка 6-й гвардейской стрелковой дивизии 13-й армии 1-го Украинского фронта | гвардии майор                                                                  | 24.09.1918 — 07.04.1965                       |
| 127 |      | Кирилюк Виктор Васильевич                    | 23.02.1945                                  | авиация                      | командир звена 31-го истребительного авиаполка 295-й истребительной авиадивизии 17-й воздушной армии 3-го Украинского фронта | лейтенант                                                                      | 02.04.1923 — 27.09.1988                       |
| 128 |      | Кирпиков Борис Петрович                      | 31.05.1945                                  | артиллерия                   | командир дивизиона 86-й тяжёлой гаубичной артиллерийской бригады разрушения 5-й артиллерийской дивизии 4-го артиллерийского корпуса прорыва 3-й ударной армии 1-го Белорусского фронта | майор                                                                          | 24.06.1919 — 10.01.2005                       |
| 129 |      | Кичигин Николай Григорьевич                  | 15.01.1940                                  | танкист                      | командир танкового взвода 161-го отдельного танкового батальона 40-й танковой бригады 7-й армии Северо-Западного фронта | младший лейтенант                                                              | 13.02.1913 — 03.07.1993                       |
| 130 |      | Клименко Пётр Георгиевич                     | 10.04.1945                                  | пехота                       | командир роты 543-го стрелкового полка 120-й стрелковой дивизии 21-й армии 1-го Украинского фронта | лейтенант                                                                      | 05.06.1911 — 08.11.1970                       |
| 131 |      | Ключник Иван Фёдорович                       | 03.06.1944                                  | пехота                       | стрелок-разведчик 722-го стрелкового полка 206-й стрелковой дивизии 47-й армии Воронежского фронта | красноармеец                                                                   | 23.02.1923 — 03.05.1996                       |
| 132 |      | Коваленко Анатолий Яковлевич                 | 23.02.1945                                  | авиация                      | лётчик-наблюдатель старший 742-го отдельного разведывательного авиационного полка 14-й воздушной армии 2-го Прибалтийского фронта | старший лейтенант                                                              | 23.01.1919 — 08.02.2008                       |
| 133 |      | Коваленко Борис Евгеньевич                   | 23.07.1944                                  | пехота                       | командир отдельного лыжного батальона 5-й стрелковой дивизии 3-й армии 1-го Белорусского фронта | майор                                                                          | 15.05.1917 — 17.11.2000                       |
| 134 |      | Кожевников Анатолий Леонидович               | 27.06.1945                                  | авиация                      | заместитель командира 212-го гвардейского истребительного авиационного полка 22-й гвардейской истребительной авиационной дивизии 2-й воздушной армии 1-го Украинского фронта | гвардии майор                                                                  | 12.03.1917 — 05.12.2010                       |
| 135 |      | Кологойда Николай Васильевич                 | 22.02.1944                                  | пехота                       | командир 1-й пулемётной роты 929-го стрелкового полка 254-й стрелковой дивизии 52-й армии Воронежского фронта | капитан                                                                        | 14.11.1922 — 18.09.1964                       |
| 136 |      | Колотилов Леонид Алексеевич                  | 24.12.1943                                  | артиллерия                   | командир 11-й миномётной бригады 12-й артиллерийской дивизии 4-го артиллерийского корпуса прорыва 61-й армии Центрального фронта | полковник                                                                      | 19.03.1895 — 11.07.1965                       |
| 137 |      | Колядин Виктор Иванович                      | 29.06.1945                                  | авиация                      | командир эскадрильи 68-го гвардейского истребительного авиационного полка 5-й гвардейской истребительной авиационной дивизии 3-й воздушной армии 3-го Белорусского фронта | гвардии старший лейтенант                                                      | 02.06.1922 — 06.11.2008                       |
| 138 |      | Комиссаров Валентин Владимирович             | 13.09.1944                                  | пехота                       | командир отделения автоматчиков 529-го стрелкового полка 163-й стрелковой дивизии 40-й армии 2-го Украинского фронта | сержант                                                                        | 24.12.1924 — 10.02.1953                       |
| 139 |      | Кондауров Иван Александрович                 | 10.04.1945                                  | танкист                      | механик-водитель танка 3-го танкового батальона 62-й гвардейской танковой бригады 10-го гвардейского танкового корпуса 4-й танковой армии 1-го Украинского фронта | гвардии старший сержант                                                        | 20.09.1926 — 22.08.2000                       |
| 140 |      | Коновалов Павел Васильевич                   | 31.05.1945                                  | авиация                      | парторг танкового батальона 220-й отдельной танковой бригады 5-й ударной армии 1-го Белорусского фронта | капитан                                                                        | 29.06.1908 — 30.01.1945                       |
| 141 |      | Кононов Александр Фёдорович                  | 27.02.1945                                  | танкист                      | механик-водитель танка 47-й гвардейской танковой бригады 9-го гвардейского танкового корпуса 2-й гвардейской танковой армии 1-го Белорусского фронта | гвардии старший сержант                                                        | 12.09.1925 — 29.11.2006                       |
| 142 |      | Коняев Аркадий Николаевич                    | 26.10.1944                                  | авиация                      | командир эскадрильи 32-го истребительного авиационного полка 256-й истребительной авиационной дивизии 2-й воздушной армии 1-го Украинского фронта | старший лейтенант                                                              | 23.01.1919 — 30.11.1993                       |
| 143 |      | Копылов Степан Андреевич                     | 25.10.1943                                  | артиллерия                   | наводчик орудия 145-го отдельного истребительно-противотанкового артиллерийского дивизиона 30-й стрелковой дивизии 47-й армии Воронежского фронта | сержант                                                                        | 1920 — 28.09.1943                             |
| 144 |      | Кормилкин Иван Алексеевич                    | 24.03.1945                                  | артиллерия                   | командир отделения разведки 45-й гвардейской пушечной артиллерийской бригады 46-й армии 2-го Украинского фронта | гвардии старший сержант                                                        | 21.01.1914 — 1989                             |
| 145 |      | Коровин Кесарь Михайлович                    | 15.05.1946                                  | авиация                      | помощник по воздушно-стрелковой службе командира 637-го штурмового авиационного полка 227-й штурмовой авиационной дивизии 8-й воздушной армии 4-го Украинского фронта | майор                                                                          | 30.03.1918 — 09.12.1982                       |
| 146 |      | Корольков Иван Васильевич                    | 15.01.1944                                  | пехота                       | наводчик станкового пулемёта 221-го гвардейского стрелкового полка 77-й гвардейской стрелковой дивизии 61-й армии Центрального фронта | гвардии ефрейтор                                                               | 04.10.1919 — 01.01.1984                       |
| 147 |      | Косолапов Валентин Иванович                  | 15.05.1946                                  | авиация                      | командир эскадрильи 594-го штурмового авиационного полка 332-й штурмовой авиационной дивизии 4-й воздушной армии 2-го Белорусского фронта | капитан                                                                        | 12.11.1919 — 09.05.1983                       |
| 148 |      | Костоусов Виктор Фёдорович                   | 22.02.1944                                  | пехота                       | командир отделения 1118-го стрелкового полка 333-й стрелковой дивизии 6-й армии 3-го Украинского фронта | младший сержант                                                                | 02.11.1924 — 10.06.1991                       |
| 149 |      | Котов Илья Спиридонович                      | 06.12.1949                                  | авиация                      | командир экипажа самолёта Управления полярной авиации Главного управления Северного морского пути при Совете Министров СССР | —                                                                              | 01.01.1912 — 02.12.1961                       |
| 150 |      | Кочеров Виктор Фомич                         | 24.03.1945                                  | пехота                       | командир отделения 2-й стрелковой роты 95-го гвардейского стрелкового полка 31-й гвардейской стрелковой дивизии 11-й гвардейской армии 3-го Белорусского фронта | гвардии сержант                                                                | 20.11.1924 — 07.11.1996                       |
| 151 |      | Кошаев Николай Михайлович                    | 11.03.1944                                  | танкист                      | командир 11-й гвардейской танковой бригады 2-й танковой армии 2-го Украинского фронта | гвардии полковник                                                              | 22.05.1911 — 25.09.1976                       |
| 152 |      | Кощеев Павел Григорьевич                     | 24.03.1945                                  | пехота                       | помощник командира взвода 455-го стрелкового полка 42-й стрелковой дивизии 49-й армии 2-го Белорусского фронта | сержант                                                                        | 06.07.1913 — 03.09.1991                       |
| 153 |      | Краев Николай Терентьевич                    | 27.06.1945                                  | авиация                      | заместитель командира эскадрильи 93-го гвардейского штурмового авиационного полка 5-й гвардейской штурмовой авиационной дивизии 2-й воздушной армии 1-го Украинского фронта | гвардии старший лейтенант                                                      | 12.05.1922 — 27.04.2002                       |
| 154 |      | Крапивин Аристарх Иванович                   | 24.03.1945                                  | пехота                       | командир мотострелкового батальона 45-й механизированной бригады 5-го механизированного корпуса 6-й танковой армии 2-го Украинского фронта | гвардии майор                                                                  | 10.10.1909 — 23.09.1992                       |
| 155 |      | Красота Георгий Тимофеевич                   | 04.02.1944                                  | авиация                      | командир эскадрильи 667-го штурмового авиационного полка 292-й штурмовой авиационной дивизии 5-й воздушной армии Степного фронта | старший лейтенант                                                              | 23.04.1919 — 29.05.2005                       |
| 156 |      | Крутошинский Андрей Михайлович               | 26.10.1944                                  | артиллерия                   | помощник начальника штаба артиллерии 139-й стрелковой дивизии по разведке 50-й армии 2-го Белорусского фронта | капитан                                                                        | 28.01.1918 — 09.09.1944                       |
| 157 |      | Крылов Николай Иванович                      | 19.04.1945 08.09.1945                       | генерал                      | командующий 5-й армией 3-го Белорусского фронта командующий 5-й армией 1-го Дальневосточного фронта | генерал-полковник                                                              | 16 (29) апреля 1903 — 09.02.1972              |
| 158 |      | Кудрин Дмитрий Феопемтович                   | 30.10.1943                                  | пехота                       | помощник командира взвода пешей разведки 120-го стрелкового полка 69-й стрелковой дивизии 65-й армии Центрального фронта | старший сержант                                                                | 08.11.1908 — 22.11.1991                       |
| 159 |      | Кудрявицкий Давид Абрамович                  | 15.01.1944                                  | пехота                       | командир роты 29-го гвардейского стрелкового полка 12-й гвардейской стрелковой дивизии 61-й армии Центрального фронта | гвардии лейтенант                                                              | 07.02.1919 — 01.10.1943                       |
| 160 |      | Кузнецов Анатолий Семёнович                  | 29.06.1945                                  | пехота                       | командир пулемётного расчёта 84-го гвардейского стрелкового полка 33-й гвардейской стрелковой дивизии 43-й армии 3-го Белорусского фронта | гвардии сержант                                                                | 01.04.1926 — 28.12.1996                       |
| 161 |      | Кузнецов Николай Иванович                    | 05.11.1944                                  | КГБ                          | разведчик партизанского отряда особого назначения «Победители» |                                                                                | 27.11.1911 — 09.03.1944                       |
| 162 |      | Кузнецов Степан Матвеевич                    | 14.09.1945                                  | морской флот                 | командир 71-го отряда особого назначения Амурской военной флотилии | капитан                                                                        | 06.11.1911 — 15.11.1983                       |
| 163 |      | Кузовлев Мирон Ефимович                      | 31.05.1945                                  | пехота                       | командир взвода 63-го гвардии стрелкового полка 23-я гвардейской стрелковой дивизии 3-й ударной армии 1-го Белорусского фронта | гвардии старшина                                                               | 23.08.1923 — 16.04.1967                       |
| 164 |      | Кузьменко Григорий Павлович                  | 20.12.1943                                  | артиллерия                   | командир орудия 5-го гвардейского воздушно-десантного артиллерийского полка 10-й гвардейской воздушно-десантной дивизии 37-й армии Степного фронта | гвардии сержант                                                                | 15.01.1919 — 30.01.1990                       |
| 165 |      | Кукарин Иван Александрович                   | 20.12.1943                                  | артиллерия                   | орудийный номер противотанкового орудия 104-го гвардии стрелкового полка 36-й гвардейской стрелковой дивизии 57-й армии Степного фронта | гвардии рядовой                                                                | 18.01.1922 — 18.12.1948                       |
| 166 |      | Кулешов Константин Алексеевич                | 23.10.1943                                  | пехота                       | командир отделения противотанковых ружей 565-го стрелкового полка 161-я стрелковой дивизии 40-й армии Воронежского фронта | сержант                                                                        | 1915 — 25.01.1975                             |
| 167 |      | Кунавин Григорий Павлович                    | 24.03.1945                                  | пехота                       | помощник командира взвода 1021-го стрелкового полка 307-й стрелковой дивизии 50-й армии 2-го Белорусского фронта | ефрейтор                                                                       | 21.01.1903 — 26.07.1944                       |
| 168 |      | Курков Василий Сергеевич                     | 24.03.1945                                  | артиллерия                   | командир батареи 261-го гвардейского пушечного артиллерийского полка 22-й гвардейской тяжёлой пушечной артиллерийской бригады 3-й гвардейской артиллерийской дивизии 5-го артиллерийского корпуса прорыва 5-й армии 3-го Белорусского фронта | гвардии капитан                                                                | 04.01.1922 — 14.03.1946                       |
| 169 |      | Курочкин Владимир Михайлович                 | 21.07.1940                                  | авиация                      | командир звена 7-го истребительного авиаполка 7-й армии Северо-Западного фронта | лейтенант                                                                      | 1913 — 26.07.1941                             |
| 170 |      | Кустов Иван Ильич                            | 27.02.1945                                  | пехота                       | командир стрелковой роты 1052-го стрелкового полка 301-й стрелковой дивизии 9-го стрелкового корпуса 5-й ударной армии 1-го Белорусского фронта | капитан                                                                        | род. 31.01.1924—03.03.2022                    |
| 171 |      | Кушнов Михаил Петрович                       | 24.03.1945                                  | десантники                   | командир взвода 3-го гвардейского воздушно-десантного полка 1-й гвардейской воздушно-десантной дивизии 53-й армии 2-го Украинского фронта | гвардии лейтенант                                                              | 18.11.1923 — 25.10.1953                       |
| 172 |      | Кырчанов Михаил Семёнович                    | 20.12.1943                                  | инженер                      | командир отделения 126-го отдельного понтонно-мостового батальона 1-й понтонно-мостовой бригады Степного фронта | старшина                                                                       | 21.11.1907 — 15.10.1978                       |
| 173 |      | Лазарев Василий Григорьевич                  | 02.10.1973                                  | космонавт                    | командир космического корабля «Союз-12» | полковник                                                                      | 23.02.1928 — 31.12.1990                       |
| 174 |      | Лапин Александр Николаевич                   | 23.10.1943                                  | пехота                       | командир пулеметного взвода 957-го стрелкового полка 309-я стрелковой дивизии 40-й армии Воронежского фронта | лейтенант                                                                      | 18.07.1923 — 05.07.2001                       |
| 175 |      | Лаптев Леонид Семёнович                      | 30.10.1943                                  | связисты                     | командир отделения связи 362-го артиллерийского полка 106-й стрелковой дивизии 65-й армии Центрального фронта | ефрейтор                                                                       | 25.04.1914 — 28.10.1943                       |
| 176 |      | Латыпов Куддус Канифович                     | 15.05.1946                                  | авиация                      | командир звена 187-го гвардии штурмового авиационного полка 12-й гвардейской штурмовой авиационной дивизии 3-й гвардейского штурмового авиационного корпуса 5-й воздушной армии 2-го Украинского фронта | гвардии лейтенант                                                              | 14.07.1923 — 23.12.2016                       |
| 177 |      | Лелюшенко Дмитрий Данилович                  | 07.04.1940 06.04.1945                       | танкист генерал              | командир 39-й отдельной танковой бригады командующий 4-й гвардейской танковой армией | полковник гвардии генерал-полковник                                            | 20 октября (2 ноября) 1901 — 20.07.1987       |
| 178 |      | Леонтьев Василий Александрович               | 15.05.1946                                  | авиация                      | заместитель командира эскадрильи 24-го бомбардировочного авиационного полка 241-я бомбардировочной авиационной дивизии 3-й бомбардировочного авиационного корпуса 16-й воздушной армии 1-го Белорусского фронта | старший лейтенант                                                              | 11.01.1917 — 14.06.1985                       |
| 179 |      | Лесик Иван Андреевич                         | 29.06.1945                                  | пехота                       | командир 298-го стрелкового полка 186-й стрелковой дивизии 65-й армии 2-го Белорусского фронта | подполковник                                                                   | 27.09.1918 — 27.06.1964                       |
| 180 |      | Лещенко Павел Афанасьевич                    | 24.03.1945                                  | пехота                       | командир 95-го гвардейского стрелкового полка 31-й гвардейской стрелковой дивизии 11-й гвардейской армии 3-го Белорусского фронта | гвардии подполковник                                                           | 15.07.1917 — 21.11.1984                       |
| 181 |      | Липилин Александр Алексеевич                 | 24.02.1942                                  | авиация                      | командир звена 41-го истребительного авиационного полка 7-й смешанной авиационной дивизии Северо-Западного фронта | старший лейтенант                                                              | 18.01.1913 — 27.02.2003                       |
| 182 |      | Липунов Александр Яковлевич                  | 27.02.1945                                  | пехота                       | помощник командира взвода разведки 447-го стрелкового полка 397-й стрелковой дивизии 61-й армии 1-го Белорусского фронта | старшина                                                                       | 25.02.1906 — 21.08.1962                       |
| 183 |      | Лобанов Андрей Григорьевич                   | 04.02.1943                                  | танкист                      | командир танковой роты 37-го танкового батальона 170-й танковой бригады 40-й армии Брянского фронта | старший лейтенант                                                              | 21.08.1914 — 28.06.1942                       |
| 184 |      | Луканин Дмитрий Ефимович                     | 24.04.1944                                  | артиллерия                   | командир орудия 197-го гвардейского артиллерийского полка 92-й гвардейской стрелковой дивизии 37-й армии Степного фронта | гвардии младший сержант                                                        | 14.04.1901 — 31.07.1961                       |
| 185 |      | Луканин Яков Ефимович                        | 24.04.1944                                  | артиллерия                   | наводчик орудия 197-го гвардейского артиллерийского полка 92-й гвардейской стрелковой дивизии 37-й армии Степного фронта | гвардии рядовой                                                                | 14.04.1901 — 02.04.1951                       |
| 186 |      | Лумпов Григорий Алексеевич                   | 30.10.1943                                  | пехота                       | писарь роты 685-го стрелкового полка 193-й стрелковой дивизии 65-й армии Центрального фронта | младший сержант                                                                | 15.02.1915 — 23.09.1959                       |
| 187 |      | Лунин Яков Михайлович                        | 15.01.1944                                  | кавалерия                    | наводчик противотанкового ружья 58-го кавалерийского полка 16-й гвардейской кавалерийской дивизии 7-го гвардейского кавалерийского корпуса 61-й армии Центрального фронта | гвардии рядовой                                                                | 25.12.1899 — 31.10.1948                       |
| 188 |      | Лысенко Борис Петрович                       | 31.05.1945                                  | артиллерия                   | командир батареи 86-й тяжелой гаубичной артиллерийской бригады разрушения 5-й артиллерийской дивизии 4-го артиллерийского корпуса прорыва 3-й ударной армии 1-го Белорусского фронта | капитан                                                                        | 14.04.1916 — 26.04.1945                       |
| 189 |      | Мазур Трифон Григорьевич                     | 31.05.1945                                  | артиллерия                   | командир взвода управления 753-го пушечного артиллерийского полка 24-й пушечной артиллерийской бригады 5-й артиллерийской дивизии 4-го артиллерийского корпуса прорыва 3-й ударной армии 1-го Белорусского фронта | лейтенант                                                                      | 24.06.1919 — 30.01.1998                       |
| 190 |      | Маковский Спартак Иосифович                  | 13.04.1944                                  | авиация                      | командир эскадрильи 43-го истребительного авиационного полка 278-го истребительной авиационной дивизии 8-й воздушной армии 4-го Украинского фронта | старший лейтенант                                                              | 27.11.1920 — 27.03.2000                       |
| 191 |      | Максименко Владимир Александрович            | 16.05.1944                                  | пехота                       | командир отделения автоматчиков 550-го стрелкового полка 126-й стрелковой дивизии 2-й гвардейской армии 4-го Украинского фронта | сержант                                                                        | 04.05.1923 — 16.08.1984                       |
| 192 |      | Мантуров Михаил Никонович                    | 24.03.1945                                  | танкист                      | механик-водитель танка 65-й танковой бригады 11-го танкового корпуса 69-й армии 1-го Белорусского фронта | старшина                                                                       | 22.05.1917 — 23.01.1996                       |
| 193 |      | Марков Виктор Степанович                     | 26.04.1944                                  | танкист                      | командир танковой роты 60-го танкового полка 15-й гвардейской кавалерийской дивизии 7-го гвардейского кавалерийского корпуса Центрального фронта | лейтенант                                                                      | 08.11.1921 — 23.09.1943                       |
| 194 |      | Марьин Иван Ильич                            | 15.05.1946                                  | авиация                      | штурман звена 24-го гвардейского бомбардировочного авиационного полка 213-го бомбардировочной авиационной дивизии 1-й воздушной армии 3-го Белорусского фронта | гвардии старший лейтенант                                                      | 06.07.1922 — 31.01.1999                       |
| 195 |      | Масленников Виталий Иванович                 | 13.03.1944                                  | авиация                      | командир эскадрильи 101-го авиационного полка 1-й авиационной дивизии 7-го авиационного корпуса Авиации дальнего действия СССР | майор                                                                          | 18.04.1909 — 21.03.1983                       |
| 196 |      | Масленников Николай Петрович                 | 24.03.1945                                  | артиллерия                   | командир батареи 127-го гвардейского артиллерийского полка 59-й гвардейской стрелковой дивизии 46-й армии 2-го Украинского фронта | гвардии лейтенант                                                              | 03.05.1920 — 09.01.2001                       |
| 197 |      | Масычев Иван Анисимович                      | 10.04.1945                                  | пехота                       | командир мотоциклетного батальона 50-го отдельного мотоциклетного полка 3-й гвардейской танковой армии 1-го Украинского фронта | капитан                                                                        | 03.02.1923 — 23.08.2000                       |
| 198 |      | Матвеев Иван Фёдорович                       | 18.08.1942                                  | авиация                      | командир отряда 250-го бомбардировочного авиационного полка 62-й авиационной дивизии 6-го авиационного корпуса Авиации дальнего действия СССР | старший лейтенант                                                              | 01.06.1912 — 26.08.1986                       |
| 199 |      | Махнёв Алексей Григорьевич                   | 29.03.1944                                  | артиллерия                   | наводчик орудия 1330-го истребительно-противотанкового артиллерийского полка 3-й истребительно-противотанковой артиллерийской бригады 33-й армии Западного фронта | сержант                                                                        | 23.02.1921 — 10.12.1984                       |
| 200 |      | Мачин Михаил Григорьевич                     | 29.05.1945                                  | генерал                      | командир 5-го гвардейского истребительного авиационного корпуса 2-й воздушной армии 1-го Украинского фронта | генерал-майор                                                                  | 21.10.1907 — 07.02.1995                       |
| 201 |      | Маюров Иван Иванович                         | 08.09.1945                                  | артиллерия                   | начальник разведки артиллерийского дивизиона 65-го артиллерийского полка 2-й Краснознамённой армии 2-го Дальневосточного фронта | лейтенант                                                                      | 26.10.1918 — 29.05.2000                       |
| 202 |      | Медведев Виктор Иванович                     | 22.02.1944                                  | пехота                       | командир отделения 216-го гвардейского стрелкового полка 79-й гвардейской стрелковой дивизии 8-й гвардейской армии 3-го Украинского фронта | гвардии сержант                                                                | 12.04.1922 — 26.08.1968                       |
| 203 |      | Мельников Алексей Дмитриевич                 | 22.02.1944                                  | пехота                       | командир пулемётного отделения 310-го гвардейского стрелкового полка 110-й гвардейской стрелковой дивизии 37-й армии Степного фронта | гвардии старший сержант                                                        | 30.03.1914 — 20.07.1997                       |
| 204 |      | Мельников Николай Кириллович                 | 01.07.1944                                  | авиация                      | командир звена 210-го штурмового авиационного полка 230-й штурмовой авиационной дивизии 4-й воздушной армии | лейтенант                                                                      | 10.12.1922 — 13.05.1993                       |
| 205 |      | Мельников Николай Павлович                   | 19.03.1944                                  | артиллерия                   | командир батареи 1248-го истребительно-противотанкового артиллерийского полка 12-й армии Юго-Западного фронта | старший лейтенант                                                              | 09.12.1922 — 30.05.1995                       |
| 206 |      | Меркурьев Валериан Антонович                 | 18.11.1944                                  | артиллерия                   | командующий артиллерией 399-й стрелковой дивизии 48-й армии 1-го Белорусского фронта | полковник                                                                      | 21.01.1907 — 13.05.1969                       |
| 207 |      | Метелев Василий Петрович                     | 10.01.1944                                  | танкист                      | начальник штаба 56-й гвардейской танковой бригады 7-го гвардейского танкового корпуса 3-й гвардейской танковой армии 1-го Украинского фронта | гвардии майор                                                                  | 26.12.1913 — 16.06.2012                       |
| 208 |      | Механошин Кирилл Петрович                    | 10.04.1945                                  | пехота                       | командир взвода 73-й гвардейской отдельной разведывательной роты 75-й гвардейской стрелковой дивизии 61-й армии 1-го Белорусского фронта | гвардии младший лейтенант                                                      | 28.03.1915 — 11.05.1995                       |
| 209 |      | Мещерягин Михаил Николаевич                  | 24.03.1945                                  | артиллерия                   | командир орудия 4-го гвардейского артиллерийского полка 1-й гвардейской воздушно-десантной дивизии 53-й армии 2-го Украинского фронта | гвардии старшина                                                               | 14.11.1914 — 11.10.1944                       |
| 210 |      | Могильчак Иван Лазаревич                     | 04.02.1944                                  | авиация                      | командир эскадрильи 235-го штурмового авиационного полка 264-й штурмовой авиационной дивизии 5-го штурмового авиационного корпуса 2-й воздушной армии Воронежского фронта | старший лейтенант                                                              | 08.02.1917 — 14.02.1945                       |
| 211 |      | Моисеев Николай Матвеевич                    | 15.01.1944                                  | артиллерия                   | командир орудия взвода 45-мм пушек 218-го гвардейского стрелкового полка 77-й гвардейской стрелковой дивизии 61-й армии Центрального фронта | гвардии ефрейтор                                                               | 09.05.1901 — 08.10.1979                       |
| 212 |      | Молотков Владимир Михайлович                 | 22.02.1944                                  | артиллерия                   | командир взвода управления батареи 849-го артиллерийского полка 294-й стрелковой дивизии 52-й армии 2-го Украинского фронта | лейтенант                                                                      | 29.06.1922 — 12.12.1943                       |
| 213 |      | Морозов Иван Иванович                        | 27.06.1945                                  | авиация                      | командир эскадрильи 110-го гвардейского штурмового авиационного полка 6-й гвардейской штурмовой авиационной дивизии 2-го гвардейского штурмового авиационного корпуса 2-й воздушной армии 1-го Украинского фронта | гвардии капитан                                                                | 16.01.1922 — 05.02.2003                       |
| 214 |      | Москальчук Никита Андреевич                  | 10.01.1944                                  | танкист                      | заместитель командира 54-й гвардейской танковой бригады 7-го гвардейского танкового корпуса 3-й гвардейской танковой армии 1-го Украинского фронта | подполковник                                                                   | 20.10.1902 — 14.11.1943                       |
| 215 |      | Москинский Александр Иванович                | 10.01.1944                                  | артиллерия                   | помощник командира взвода 454-го стрелкового полка 100-й стрелковой дивизии 27-й армии Воронежского фронта | сержант                                                                        | 30.08.1914 — 23.01.1966                       |
| 216 |      | Мотин Иван Никитович                         | 22.07.1944                                  | пехота                       | командир пулеметного расчёта 219-го гвардейского стрелкового полка 71-й гвардейской стрелковой дивизии 6-й гвардейской армии 1-го Прибалтийского фронта | гвардии старшина                                                               | 17.01.1917 — 13.05.1962                       |
| 217 |      | Муравьёв Михаил Васильевич                   | 29.03.1944                                  | артиллерия                   | командир батареи 327-го отдельного истребительно-противотанкового дивизиона 253-й стрелковой дивизии 40-й армии Воронежского фронта | младший лейтенант                                                              | 15.05.1919 — 19.05.1981                       |
| 218 |      | Мякишев Иван Спиридонович                    | 31.05.1945                                  | пехота                       | командир взвода 21-й гвардейской механизированной бригады 8-го гвардейского механизированного корпуса 1-й гвардейской танковой армии 1-го Белорусского фронта | гвардии младший лейтенант                                                      | 05.02.1924 — 26.05.2007                       |
| 219 |      | Назаркин Владимир Захарович                  | 21.07.1944                                  | артиллерия                   | командир батареи 1326-го лёгкого артиллерийского полка 71-й лёгкой артиллерийской бригады 5-го гвардейского артиллерийского дивизиона прорыва 21-й армии Ленинградского фронта | старший лейтенант                                                              | 02.10.1914 — 24.02.1989                       |
| 220 |      | Наливайко Владимир Георгиевич                | 28.04.1945                                  | пехота                       | командир батальона 1318-го стрелкового полка 163-й стрелковой дивизии 27-й армии 3-го Украинского фронта | капитан                                                                        | 22.01.1922 — 28.02.1997                       |
| 221 |      | Некрасов Андрей Акимович                     | 29.06.1945                                  | пехота                       | помощник командира пулемётного взвода 201-го стрелкового полка 84-й стрелковой дивизии 4-й гвардейской армии 3-го Украинского фронта | старший сержант                                                                | 19.08.1909 — 22.11.1993                       |
| 222 |      | Неустроев Степан Андреевич                   | 08.05.1946                                  | пехота                       | командир батальона 756-го стрелкового полка 150-й стрелковой дивизии 3-й ударной армии 1-го Белорусского фронта | капитан                                                                        | 12.08.1922 — 26.02.1998                       |
| 223 |      | Нигматуллин Гафият Ярмухаметович             | 21.03.1940                                  | пехота                       | заместитель политрука роты 86-й мотострелковой дивизии 7-й армии Северо-Западного фронта | младший политрук                                                               | 15.03.1915 — 08.05.1945                       |
| 224 |      | Оболдин Савелий Савельевич                   | 24.03.1945                                  | пехота                       | командир расчёта противотанкового ружья 32-й мотострелковой бригады 18-го танкового корпуса 3-го Украинского фронта | сержант                                                                        | 05.04.1922 — 04.07.1991                       |
| 225 |      | Одинцов Михаил Петрович                      | 04.02.1944 27.06.1945                       | авиация                      | командир эскадрильи 820-го штурмового авиационного полка 292-й штурмовой авиационной дивизии 1-го штурмового авиационного корпуса 5-й воздушной армии Степного фронта заместитель командира 155-го гвардейского штурмового авиационного полка 9-й гвардейской штурмовой авиационной дивизии 1-го гвардейского штурмового авиационного корпуса 2-й воздушной армии 1-го Украинского фронта | старший лейтенант гвардии майор                                                | 18.11.1921 — 12.12.2011                       |
| 226 |      | Одноценов Герман Петрович                    | 29.06.1945                                  | авиация                      | командир звена 951-го штурмового авиационного полка 306-й штурмовой авиационной дивизии 17-й воздушной армии 3-го Украинского фронта | лейтенант                                                                      | 21.01.1923 — 08.03.1945                       |
| 227 |      | Ожиганов Илья Алексеевич                     | 23.10.1943                                  | пехота                       | стрелок 565-го стрелкового полка 161-й стрелковой дивизии 40-й армии Воронежского фронта | рядовой                                                                        | 02.08.1911 — 24.11.1984                       |
| 228 |      | Олейников Василий Семёнович                  | 27.06.1945                                  | авиация                      | командир звена 143-го гвардейского штурмового авиационного полка 8-й гвардейской штурмовой авиационной дивизии 1-го гвардейского штурмового авиационного корпуса 2-й воздушной армии 1-го Украинского фронта | гвардии лейтенант                                                              | 29.12.1920 — 17.09.1946                       |
| 229 |      | Опрокиднев Борис Константинович              | 15.05.1946                                  | авиация                      | старший лётчик-наблюдатель 511-го отдельного разведывательного авиационного полка 5-й воздушной армии 2-го Украинского фронта | старший лейтенант                                                              | 05.10.1921 — 02.04.1945                       |
| 230 |      | Падуков Леонид Степанович                    | 24.03.1945                                  | танкист                      | командир танкового батальона 202-й танковой бригады 19-го танкового корпуса 51-й армии 1-го Прибалтийского фронта | капитан                                                                        | 19.01.1920 — 05.06.2012                       |
| 231 |      | Панихидников Андрей Алексеевич               | 24.03.1945                                  | кавалерия                    | командир сабельного взвода 12-го гвардейского кавалерийского полка 3-й гвардейской кавалерийской дивизии 2-го гвардейского кавалерийского корпуса 1-го Белорусского фронта | гвардии старший лейтенант                                                      | 23.10.1923 — 02.02.1994                       |
| 232 |      | Панов Николай Афанасьевич                    | 31.12.1942                                  | авиация                      | командир звена 5-го гвардейского авиационного полка 50-й авиационной дивизии Авиации дальнего действия | гвардии капитан                                                                | 06.02.1917 — 11.03.1943                       |
| 233 |      | Панов Пётр Яковлевич                         | 07.08.1943                                  | артиллерия                   | командир орудия 729-го отдельного истребительно-противотанкового артиллерийского дивизиона 16-го танкового корпуса 2-й танковой армии Центрального фронта | сержант                                                                        | 06.09.1912 — 16.04.2002                       |
| 234 |      | Панфилов Алексей Георгиевич                  | 18.08.1945                                  | авиация                      | командир эскадрильи 198-го штурмового авиационного полка 233-й штурмовой авиационной дивизии 4-й воздушной армии 2-го Белорусского фронта | капитан                                                                        | 19.03.1920 — 02.10.1989                       |
| 235 |      | Пашков Иван Дмитриевич                       | 27.06.1945                                  | авиация                      | командир звена 82-го гвардейского бомбардировочного авиационного полка 1-й гвардейской бомбардировочной авиационной дивизии 6-го гвардейского бомбардировочного авиационного корпуса 2-й воздушной армии 1-го Украинского фронта | гвардии старший лейтенант                                                      | 05.12.1921 — 21.11.1993                       |
| 236 |      | Пащенко Иван Васильевич                      | 18.08.1945                                  | авиация                      | командир звена 707-го штурмового авиационного полка 189-й штурмовой авиационной дивизии 17-й воздушной армии 3-го Украинского фронта | лейтенант                                                                      | 15.02.1922 — 16.10.2014                       |
| 237 |      | Перепечин Михаил Романович                   | 13.09.1944                                  | пехота                       | помощник командира разведывательного взвода 759-го стрелкового полка 163-й стрелковой дивизии 40-й армии 2-го Украинского фронта | сержант                                                                        | 24.04.1924 — октябрь 1989                     |
| 238 |      | Перепечин Пётр Мартынович                    | 10.01.1944                                  | пехота                       | командир роты 465-го стрелкового полка 167-й стрелковой дивизии 38-й армии 1-го Украинского фронта | старший лейтенант                                                              | 02.01.1915 — 03.12.1982                       |
| 239 |      | Петелин Александр Иванович                   | 23.07.1962                                  | морской флот                 | | контр-адмирал                                                                  | 22.10.1913 — 01.09.1987                       |
| 240 |      | Петрик Афанасий Филиппович                   | 24.03.1945                                  | инженер                      | командир отделения 255-го отдельного саперного батальона 186-й стрелковой дивизии 65-й армии 1-го Белорусского фронта | старший сержант                                                                | 03.05.1917 — 14.09.2001                       |
| 241 |      | Пискунов Борис Андреевич                     | 30.10.1943                                  | связисты                     | телефонист роты связи 43-го стрелкового полка 106-й стрелковой дивизии 65-й армии Центрального фронта | рядовой                                                                        | 11.05.1921 — 21.06.2001                       |
| 242 |      | Полежаев Николай Сергеевич                   | 27.02.1945                                  | танкист                      | механик-водитель танка 267-го танкового батальона 23-й танковой бригады 9-го танкового корпуса 33-й армии 1-го Белорусского фронта | старший сержант                                                                | 29.12.1921 — 22.06.1974                       |
| 243 |      | Пологов Павел Андреевич                      | 02.09.1943                                  | авиация                      | штурман 737-го истребительного авиационного полка 207-й истребительной авиационной дивизии 3-го смешанного авиационного корпуса 17-й воздушной армии Юго-Западного фронта | майор                                                                          | 23.09.1923 — 22.11.2001                       |
| 244 |      | Полухин Иван Андреевич                       | 31.03.1943                                  | пехота                       | стрелок 130-го гвардейского стрелкового полка 44-й гвардейской стрелковой дивизии 1-й гвардейской армии Юго-Западного фронта | гвардии рядовой                                                                | 01.07.1924 — 15.01.1943                       |
| 245 |      | Полушкин Пётр Алексеевич                     | 24.03.1945                                  | артиллерия                   | наводчик орудия 26-й гвардейской пушечной артиллерийской бригады 8-й пушечной артиллерийской дивизии 1-го Прибалтийского фронта | гвардии сержант                                                                | 14.07.1924 — 19.09.2009                       |
| 246 |      | Пономарёв Павел Елизарович                   | 29.08.1939                                  | связисты                     | командир отделения связи 603-го стрелкового полка 82-й стрелковой дивизии 1-й армейской группы | младший командир                                                               | 23.03.1904 — 16.08.1973                       |
| 247 |      | Попков Фёдор Спиридонович                    | 16.10.1943                                  | артиллерия                   | командир орудийного расчёта 6-го артиллерийского полка 74-й стрелковой дивизии 13-й армии Центрального фронта | сержант                                                                        | 05.03.1919 — 28.06.1991                       |
| 248 |      | Попов Геннадий Петрович                      | 07.03.1945                                  | морской флот                 | Волновик 66-го отдельного отряда дымомаскировки и дегазации Днепровской военной флотилии | главстаршина                                                                   | 07.11.1917 — 24.05.1976                       |
| 249 |      | Попов Михаил Николаевич                      | 24.03.1945                                  | пехота                       | командир взвода 1030-го стрелкового полка 260-й стрелковой дивизии 47-й армии 1-го Белорусского фронта | лейтенант                                                                      | 20.10.1924 — 20.11.2001                       |
| 250 |      | Попов Николай Антонович                      | 20.12.1943                                  | пехота                       | автоматчик 104-го гвардейского стрелкового полка 36-й гвардейской стрелковой дивизии 57-й армии Степного фронта | гвардии ефрейтор                                                               | 07.02.1922 — декабрь 1943                     |
| 251 |      | Поспелов Павел Прохорович                    | 04.02.1944                                  | авиация                      | помощник командира 58-го гвардейского штурмового авиационного полка по воздушно-стрелковой службе 2-й гвардейской штурмовой авиационной дивизии 16-й воздушной армии Центрального фронта | гвардии майор                                                                  | 23.05.1912 — 19.01.1977                       |
| 252 |      | Прасолов Михаил Васильевич                   | 09.02.1944                                  | артиллерия                   | начальник артиллерии 794-го стрелкового полка 232-й стрелковой дивизии 38-й армии Воронежского фронта | старший лейтенант                                                              | 06.10.1921 — 22.11.1943                       |
| 253 |      | Пузанов Иван Терентьевич                     | 27.02.1945                                  | артиллерия                   | командир батареи 196-го гвардейского артиллерийского полка 89-й гвардейской стрелковой дивизии 5-й ударной армии 1-го Белорусского фронта | гвардии старший лейтенант                                                      | 10.06.1923 — 28.02.2007                       |
| 254 |      | Пургин Кузьма Степанович                     | 26.10.1943                                  | связисты                     | командир отделения связи 1848-го истребительно-противотанкового артиллерийского полка 30-я истребительно-противотанковой артиллерийской бригады 7-й гвардейской армии Степного фронта | сержант                                                                        | 29.10.1903 — 12.10.1944                       |
| 255 |      | Путилов Сидор Антонович                      | 26.10.1943                                  | связисты                     | командир отделения связи 1844-го истребительно-противотанкового артиллерийского полка 30-й отдельной истребительно-противотанковой артиллерийской бригады 7-й гвардейской армии Степного фронта | старший сержант                                                                | 15.05.1916 — 30.10.1943                       |
| 256 |      | Пылаев Константин Фёдорович                  | 13.11.1943                                  | инженер                      | командир отделения 180-го отдельного саперного батальона 167-й стрелковой дивизии 38-й армии Воронежского фронта | старший сержант                                                                | 28.12.1914 — 16.05.1959                       |
| 257 |      | Раков Василий Сергеевич                      | 25.10.1938                                  | инженер                      | командир отделения 23-го отдельного саперного батальона 40-й стрелковой дивизии 1-й армии | младший командир                                                               | 01.01.1914 — 26.06.2001                       |
| 258 |      | Редкин Николай Васильевич                    | 13.11.1943                                  | пехота                       | командир пулемётного взвода 836-го стрелкового полка 240-й стрелковой дивизии 38-й армии Воронежского фронта | лейтенант                                                                      | 24.06.1922 — 30.03.2000                       |
| 259 |      | Репин Степан Спиридонович                    | 10.01.1944                                  | медики                       | санинструктор роты 465-го стрелкового полка 167-й стрелковой дивизии 38-й армии Воронежского фронта | рядовой                                                                        | 28.12.1906 — 18.10.1982                       |
| 260 |      | Речкалов Григорий Андреевич                  | 24.05.1943 01.07.1944                       | авиация                      | командир звена 16-го гвардейского истребительного авиационного полка 216-й смешанной авиационной дивизии 4-й воздушной армии Северо-Кавказского фронта заместитель командира 16-го гвардейского истребительного авиационного полка 9-й гвардейской истребительной авиационной дивизии 7-го истребительного авиационного корпуса 5-й воздушной армии 2-го Украинского фронта | гвардии старший лейтенант гвардии капитан                                      | 09.02.1920 или 09.02.1918 — 22.12.1990        |
| 261 |      | Рогожников Андрей Михайлович                 | 24.03.1945                                  | инженер                      | командир отделения 195-го отдельного сапёрного батальона 139-й стрелковой дивизии 50-й армии 2-го Белорусского фронта | сержант                                                                        | 30.10.1904 — 06.07.1986                       |
| 262 |      | Рогозин Анатолий Васильевич                  | 31.05.1945                                  | танкист                      | командир танкового батальона 36-й танковой бригады 11-го танкового корпуса 1-го Белорусского фронта | майор                                                                          | 23.04.1916 — 29.06.1978                       |
| 263 |      | Россохин Борис Гаврилович                    | 23.02.1945                                  | авиация                      | командир звена 59-го гвардейского штурмового авиаполка 2-й гвардейской штурмовой авиационной дивизии 16-й воздушной армии 1-го Белорусского фронта | гвардии лейтенант                                                              | 11.10.1922 — 18.07.2005                       |
| 264 |      | Руденко Андрей Авксентьевич                  | 23.02.1945                                  | авиация                      | командир звена 164-го гвардейского отдельного разведывательного авиационного полка 4-й воздушной армии 2-го Белорусского фронта | гвардии капитан                                                                | 16.12.1918 — 03.05.1982                       |
| 265 |      | Рудометов Николай Васильевич                 | 22.02.1944                                  | артиллерия                   | начальник разведки дивизиона 131-го гвардейского артиллерийского полка 62-й гвардейской стрелковой дивизии 37-й армии Степного фронта | гвардии старший лейтенант                                                      | 22.05.1922 — 15.02.1991                       |
| 266 |      | Рыжов Александр Дмитриевич                   | 27.02.1945                                  | артиллерия                   | командир батареи самоходных установок 361-го гвардейского тяжелого самоходного артиллерийского полка 33-й армии 1-го Белорусского фронта | гвардии капитан                                                                | 06.10.1904 — 03.05.1959                       |
| 267 |      | Рыжов Владимир Григорьевич                   | 10.04.1945                                  | пехота                       | командир мотострелкового батальона 16-й гвардейской механизированной бригады 6-го гвардейского механизированного корпуса 4-й танковой армии 1-го Украинского фронта | гвардии майор                                                                  | 20.05.1914 — 24.11.1974                       |
| 268 |      | Ряпосов Николай Иванович                     | 19.04.1945                                  | генерал                      | член Военного совета 2-й гвардейской армии 3-го Белорусского фронта | генерал-майор                                                                  | 22.05.1909 — 29.12.1991                       |
| 269 |      | Сабиров Файздрахман Ахмедзянович             | 19.04.1945                                  | пехота                       | командир батальона 771-го стрелкового полка 137-й стрелковой дивизии 48-й армии 2-го Белорусского фронта | капитан                                                                        | 05.09.1919 — 23.03.1990                       |
| 270 |      | Сабуров Георгий Павлович                     | 27.06.1945                                  | артиллерия                   | наводчик орудия 26-й гвардейской механизированной бригады 7-го гвардейского механизированного корпуса 1-го Украинского фронта | гвардии рядовой                                                                | 19.02.1924 — 06.03.1945                       |
| 271 |      | Савиных Николай Николаевич                   | 24.03.1945                                  | артиллерия                   | наводчик орудия 1325-го лёгкого артиллерийского полка 71-й лёгкой артиллерийской бригады 5-й гвардейской артиллерийской дивизии прорыва 2-го Украинского фронта | ефрейтор                                                                       | 07.09.1923 — 22.10.1984                       |
| 272 |      | Савченков Александр Николаевич               | 03.06.1944                                  | пехота                       | командир роты 722-го стрелкового полка 206-й стрелковой дивизии 47-й армии Воронежского фронта | старший лейтенант                                                              | 22.07.1922 — 17.07.1977                       |
| 273 |      | Сапожников Абрам Самуилович                  | 19.04.1945                                  | артиллерия                   | командир батареи 682-го гаубичного артиллерийского полка 235-й стрелковой дивизии 43-й армии 3-го Белорусского фронта | капитан                                                                        | 10.10.1923 — 20.05.1998                       |
| 274 |      | Сапожников Михаил Александрович              | 04.02.1944                                  | авиация                      | лётчик 48-го гвардейского отдельного разведывательного авиационного полка Главного командования ВВС Красной Армии | гвардии младший лейтенант                                                      | 23.11.1920 — 08.09.1979                       |
| 275 |      | Севастьянов Виталий Иванович                 | 03.07.1970 27.07.1975                       | космонавт                    | бортинженер космического корабля «Союз-9», 22-й космонавт СССР и 47-й космонавт мира бортинженер космического корабля «Союз-18» и орбитальной станции «Салют-4» | —                                                                              | 08.07.1935 — 06.04.2010                       |
| 276 |      | Селезнёв Анатолий Петрович                   | 24.03.1945                                  | пехота                       | командир взвода 766-го стрелкового полка 217-й стрелковой дивизии 48-й армии 1-го Белорусского фронта | лейтенант                                                                      | 29.01.1923 — 19.10.1993                       |
| 277 |      | Семёнов Борис Самуилович                     | 29.10.1943                                  | пехота                       | командир роты 836-го стрелкового полка 240-й стрелковой дивизии 38-й армии Воронежского фронта | старший лейтенант                                                              | 23.11.1923 — 27.12.1943                       |
| 278 | none | Серов Анатолий Константинович                | 02.03.1938                                  | авиация                      | командир истребительной авиационной группы | старший лейтенант                                                              | 02.04.1910 — 11.05.1939                       |
| 279 |      | Сибагатуллин Лутфулла Сибаевич               | 16.10.1943                                  | пехота                       | заместитель командира батальона по политической части 229-го стрелкового полка 8-й стрелковой дивизии 13-й армии Центрального фронта | старший лейтенант                                                              | 15.03.1912 — 06.10.1978                       |
| 280 |      | Силантьев Александр Петрович                 | 17.12.1941                                  | авиация                      | заместитель командира эскадрильи 160-го истребительного авиационного полка 3-й резервной авиационной группы 4-й отдельной армии | старший лейтенант                                                              | 23.08.1918 — 10.03.1996                       |
| 281 |      | Сиротин Виктор Николаевич                    | 19.04.1945                                  | авиация                      | командир звена 75-го гвардейского штурмового авиационного полка 1-й гвардейской штурмовой авиационной дивизии 1-й воздушной армии 3-го Белорусского фронта | гвардии старший лейтенант                                                      | 17.09.1922 — 13.10.1991                       |
| 282 |      | Скачков Константин Николаевич                | 26.10.1943                                  | артиллерия                   | командир батареи 1844-го истребительно-противотанкового артиллерийского полка 30-й отдельной истребительно-противотанковой артиллерийской бригады 7-й гвардейской армии Степного фронта | капитан                                                                        | 02.11.1922 — 21.02.1966                       |
| 283 |      | Скорынин Владимир Петрович                   | 22.02.1944                                  | пехота                       | командир взвода 310-го гвардейского стрелкового полка 110-й гвардейской стрелковой дивизии 37-й армии Степного фронта | гвардии лейтенант                                                              | 26.03.1924 — 20.10.1943                       |
| 284 |      | Скрипин Михаил Николаевич                    | 24.03.1945                                  | инженер                      | командир саперного взвода 565-го отдельного саперного батальона 294-й стрелковой дивизии 52-й армии Степного фронта | лейтенант                                                                      | 09.12.1919 — 28.04.1944                       |
| 285 |      | Скрябин Василий Александрович                | 15.05.1946                                  | пехота                       | командир отделения противотанковых ружей 1054-го стрелкового полка 301-й стрелковой дивизии 5-й ударной армии 1-го Белорусского фронта | младший сержант                                                                | 03.02.1922 — 24.09.1993                       |
| 286 |      | Слюсарев Сидор Васильевич                    | 22.02.1939                                  | авиация                      | командир эскадрильи Забайкальского военного округа | капитан                                                                        | 14.05.1906 — 11.12.1981                       |
| 287 |      | Смирнов Виталий Степанович                   | 10.04.1945                                  | пехота                       | командир пулемётного взвода 29-й гвардейской мотострелковой бригады 10-го гвардейского танкового корпуса 4-й танковой армии 1-го Украинского фронта | гвардии младший лейтенант                                                      | 16.04.1924 — 13.03.2013                       |
| 288 |      | Смирнов Дмитрий Николаевич                   | 17.11.1943                                  | пехота                       | командир отделения разведки 69-й механизированной бригады 9-го механизированного корпуса 3-й гвардейской танковой армии Воронежского фронта | старший сержант                                                                | 25.10.1915 — 25.10.1996                       |
| 289 |      | Собянин Иван Васильевич                      | 24.03.1945                                  | инженер                      | командир отделения 61-го отдельного моторизованного понтонно-мостового батальона 7-й моторизованной понтонно-мостовой бригады 65-й армии 1-го Белорусского фронта | старший сержант                                                                | 1915 — 16.11.1976                             |
| 290 |      | Соколовский Василий Данилович                | 29.05.1945                                  | маршал                       | заместитель командующего 1-м Белорусским фронтом | генерал армии                                                                  | 21.07.1897 — 10.05.1968                       |
| 291 |      | Солодков Николай Иванович                    | 29.10.1943                                  | пехота                       | командир отделения 529-го стрелкового полка 163-й стрелковой дивизии 38-й армии Воронежского фронта | ефрейтор                                                                       | 06.12.1923 — 28.06.1985                       |
| 292 |      | Спирин Василий Романович                     | 21.07.1944                                  | пехота                       | стрелок 419-го стрелкового полка 18-й стрелковой дивизии 7-й армии Карельского фронта | ефрейтор                                                                       | 29.01.1926 — 01.01.1992                       |
| 293 |      | Спицын Спиридон Матвеевич                    | 13.11.1943                                  | пехота                       | командир взвода противотанковых ружей 2-го стрелкового батальона 198-го гвардейского стрелкового полка 68-й гвардейской стрелковой дивизии 40-й армии Воронежского фронта | гвардии лейтенант                                                              | 21.12.1921 — 24.09.1943                       |
| 294 |      | Старченков Иван Сергеевич                    | 23.02.1945                                  | авиация                      | командир эскадрильи 571-го штурмового авиационного полка 224-й штурмовой авиационной дивизии 8-й воздушной армии 4-го Украинского фронта | капитан                                                                        | 08.03.1923 — 13.02.1945                       |
| 295 |      | Степанов Григорий Васильевич                 | 18.12.1956                                  | пехота                       | командир стрелкового взвода 104-го гвардейского механизированного полка 33-й гвардейской механизированной дивизии Отдельной механизированной армии | гвардии лейтенант                                                              | 22.11.1927 — 22.02.1993                       |
| 296 |      | Столяров Николай Георгиевич                  | 01.07.1944 27.06.1945                       | авиация                      | командир звена 667-го штурмового авиационного полка 292-й штурмовой авиационной дивизии 1-го штурмового авиационного корпуса 5-й воздушной армии 2-го Украинского фронта штурман 141-го гвардейского штурмового авиационного полка 3-й гвардейской штурмовой авиационной дивизии 1-го гвардейского штурмового авиационного корпуса 2-й воздушной армии 1-го Украинского фронта | лейтенант гвардии капитан                                                      | 22.05.1922 — 23.02.1993                       |
| 297 |      | Стриганов Константин Григорьевич             | 10.01.1944                                  | артиллерия                   | командир орудия 520-го стрелкового полка 167-й стрелковой дивизии 38-й армии 1-го Украинского фронта | сержант                                                                        | 30.09.1912 — 14.01.1944                       |
| 298 |      | Стрижков Матвей Петрович                     | 10.01.1944                                  | танкист                      | механик-водитель танка 332-го танкового батальона 52-й гвардейской танковой бригады 6-й гвардейского танкового корпуса 3-й гвардейской танковой армии 1-го Украинского фронта | младший сержант                                                                | 04.08.1914 — 05.05.1989                       |
| 299 |      | Субботин Павел Захарович                     | 27.02.1945                                  | пехота                       | командир батальона 212-го стрелкового полка 49-й стрелковой дивизии 33-й армии 1-го Белорусского фронта | майор                                                                          | 08.06.1916 — 13.11.1955                       |
| 300 |      | Суворов Родион Михайлович                    | 31.05.1944                                  | авиация                      | заместитель командира эскадрильи 118-го разведывательного авиационного полка ВВС Северного флота | капитан                                                                        | 01.04.1914 — 09.11.2005                       |
| 301 |      | Судиловский Николай Петрович                 | 24.03.1945                                  | инженер                      | командир отделения 51-й инженерно-саперной бригады 46-й армии 2-го Украинского фронта | старший сержант                                                                | 1914 — до 1963                                |
| 302 |      | Сулимов Павел Фёдорович                      | 10.01.1944                                  | артиллерия                   | командир орудия 520-го стрелкового полка 167-й стрелковой дивизии 38-й армии 1-го Украинского фронта | сержант                                                                        | 25.12.1910 — ?                                |
| 303 |      | Султанов Закир                               | 24.03.1945                                  | пехота                       | командир взвода противотанковых ружей 498-го стрелкового полка 132-й стрелковой дивизии 47-й армии 1-го Белорусского фронта | лейтенант                                                                      | 29.06.1923 — 06.04.1983                       |
| 304 |      | Сульдин Яков Григорьевич                     | 26.04.1944                                  | танкист                      | командир роты 60-го танкового полка 15-й гвардейской кавалерийской дивизии 7-го гвардейского кавалерийского корпуса 61-й армии Центрального фронта | старший лейтенант                                                              | 23.10.1923 — 21.09.1943                       |
| 305 |      | Сурошников Михаил Матвеевич                  | 28.04.1945                                  | артиллерия                   | командир артиллерийской батареи мотострелкового батальона 6-й гвардейской механизированной бригады 2-го гвардейского механизированного корпуса 46-й армии 2-го Украинского фронта | гвардии лейтенант                                                              | 21.08.1915 — 24.05.1997                       |
| 306 |      | Сухобский Николай Феофилович                 | 22.02.1944                                  | пехота                       | командир роты 1310-го стрелкового полка 19-й стрелковой дивизии 7-й гвардейской армии Степного фронта | лейтенант                                                                      | 07.11.1915 — 11.10.1943                       |
| 307 |      | Сыромятников Николай Иванович                | 26.10.1943                                  | артиллерия                   | командир батареи 161-го гвардейского отдельного пушечного артиллерийского полка 7-й гвардейской армии Степного фронта | гвардии старший лейтенант                                                      | 09.12.1914 — 09.04.1987                       |
| 308 |      | Сысоев Василий Романович                     | 20.12.1943                                  | пехота                       | командир пулеметной роты 282-го гвардейского стрелкового полка 92-й гвардейской стрелковой дивизии 37-й армии Степного фронта | гвардии лейтенант                                                              | 10.02.1917 — 15.03.1987                       |
| 309 |      | Сысоев Пётр Акимович                         | 15.05.1946                                  | пехота                       | помощник командира взвода 902-го стрелкового полка 248-й стрелковой дивизии 5-й ударной армии 1-го Белорусского фронта | старший сержант                                                                | 15.07.1921 — 14.02.1970                       |
| 310 |      | Сысолятин Иван Матвеевич                     | 10.01.1944                                  | пехота                       | комсорг 520-го стрелкового полка 167-й стрелковой дивизии 38-й армии 1-го Украинского фронта | младший сержант                                                                | 24.12.1923 — 03.01.2006                       |
| 311 |      | Тегенцев Владимир Петрович                   | 27.02.1945                                  | танкист                      | командир танка 1-й гвардейской танковой бригады 8-го гвардейского механизированного корпуса 1-й танковой армии 1-го Белорусского фронта | гвардии младший лейтенант                                                      | 19.09.1922 — 22.03.1987                       |
| 312 |      | Телятников Леонид Петрович                   | 25.09.1986                                  | МВД                          | начальник военизированной пожарной части Управления внутренних дел Киевского облисполкома | майор внутренней службы                                                        | 25.01.1951 — 02.12.2004                       |
| 313 |      | Теплоухов Михаил Сергеевич                   | 22.02.1944                                  | пехота                       | командир роты 960-го стрелкового полка 299-й стрелковой дивизии 53-й армии Степного фронта | старший лейтенант                                                              | 28.09.1916 — 14.04.1958                       |
| 314 |      | Терещенко Василий Степанович                 | 10.04.1945                                  | танкист                      | командир взвода 127-го танкового полка 49-й механизированной бригады 6-го гвардейского механизированного корпуса 4-й танковой армии 1-го Украинского фронта | младший лейтенант                                                              | 15.04.1920 — 07.05.1986                       |
| 315 |      | Тимофеев Алексей Васильевич                  | 23.09.1944                                  | пехота                       | помощник командира взвода 25-го гвардейского стрелкового полка 6-й гвардейской стрелковой дивизии 13-й армии 1-го Украинского фронта | гвардии старший сержант                                                        | 25.03.1925 — 20.06.1982                       |
| 316 |      | Тимофеев Рюрик Александрович                 | 20.07.1962                                  | морской флот                 | командир боевой части подводной лодки К-3 | капитан 3-го ранга                                                             | 31.03.1926 — 01.10.2009                       |
| 317 |      | Ткаченко Яков Тарасович                      | 29.06.1945                                  | пехота                       | заместитель командира батальона 1336-го стрелкового полка 319-й стрелковой дивизии 43-й армии 3-го Белорусского фронта | капитан                                                                        | 15.07.1906 — 15.10.1979                       |
| 318 |      | Томилин Леонид Филиппович                    | 22.02.1944                                  | артиллерия                   | командир батареи 791-го артиллерийского полка 254-й стрелковой дивизии 52-й армии 2-го Украинского фронта | старший лейтенант                                                              | 22.03.1922 — 06.07.1997                       |
| 319 |      | Томилин Павел Николаевич                     | 15.01.1944                                  | пехота                       | помощник командира взвода 1321-го стрелкового полка 415-й стрелковой дивизии 61-й армии Центрального фронта | сержант                                                                        | 04.10.1919 — 12.12.1943                       |
| 320 |      | Томиловских Виталий Васильевич               | 24.03.1945                                  | пехота                       | командир отделения 885-го стрелкового полка 290-й стрелковой дивизии 50-й армии 2-го Белорусского фронта | сержант                                                                        | 10.03.1910 — 12.04.1986                       |
| 321 |      | Тырыкин Николай Степанович                   | 22.02.1944                                  | пехота                       | помощник командира взвода 267-го гвардейского стрелкового полка 89-й гвардейской стрелковой дивизии 37-й армии Степного фронта | гвардии старший сержант                                                        | 19.12.1920 — 09.03.2001                       |
| 322 |      | Угначёв Фёдор Антонович                      | 06.04.1945                                  | пехота                       | командир отделения 1052-го стрелкового полка 301-й стрелковой дивизии 5-й ударной армии 1-го Белорусского фронта | старшина                                                                       | 02.01.1913 — 18.04.1986                       |
| 323 |      | Усанов Константин Яковлевич                  | 23.09.1944                                  | пехота                       | командир батальона автоматчиков 44-й гвардейской танковой бригады 11-го гвардейского танкового корпуса 1-й гвардейской танковой армии 1-го Украинского фронта | гвардии капитан                                                                | 04.11.1914 — 13.08.1944                       |
| 324 |      | Устинов Иван Тимофеевич                      | 24.12.1943                                  | артиллерия                   | командир батареи 1664-го истребительно-противотанкового артиллерийского полка 27-й армии Воронежского фронта | старший лейтенант                                                              | 28.09.1922 — 18.04.1952                       |
| 325 |      | Устинов Степан Григорьевич                   | 16.10.1943                                  | пехота                       | разведчик 205-го гвардейского стрелкового полка 70-й гвардейской стрелковой дивизии 13-й армии Центрального фронта | гвардии рядовой                                                                | 14.01.1911 — 24.09.1943                       |
| 326 |      | Фадюшин Борис Михайлович                     | 31.05.1945                                  | пехота                       | командир взвода противотанковых ружей 916-го стрелкового полка 247-й стрелковой дивизии 69-й армии 1-го Белорусского фронта | младший лейтенант                                                              | 30.07.1916 — 25.08.1987                       |
| 327 |      | Фаткуллин Анвар Асадуллович                  | 10.04.1945                                  | авиация                      | заместитель командира эскадрильи 140-го гвардейского штурмового авиационного полка 8-й гвардейской штурмовой авиационной дивизии 1-й гвардейского штурмового авиационного корпуса 2-й воздушной армии 1-го Украинского фронта | гвардии старший лейтенант                                                      | 05.07.1922 — 12.04.1986                       |
| 328 |      | Федотов Алексей Сергеевич                    | 23.09.1944                                  | пехота                       | командир роты 1176-го стрелкового полка 350-й стрелковой дивизии 13-й армии 1-го Украинского фронта | старший лейтенант                                                              | 09.04.1917 — 17.04.1945                       |
| 329 |      | Федотов Андрей Андреевич                     | 01.05.1943                                  | авиация                      | штурман 169-го истребительного авиационного полка 210-й истребительной авиационной дивизии 1-го истребительного авиационного корпуса 3-й воздушной армии Калининского фронта | майор                                                                          | 16.10.1914 — 15.12.1943                       |
| 330 |      | Федюнинский Иван Иванович                    | 29.08.1939                                  | генерал                      | командир 24-го мотострелкового полка 36-й мотострелковой дивизии 1-й армейской группы | полковник                                                                      | 30.07.1900 — 17.10.1977                       |
| 331 |      | Феофанов Василий Григорьевич                 | 13.09.1944                                  | артиллерия                   | старший разведчик 172-го гвардейского артиллерийского полка 79-й гвардейской стрелковой дивизии 8-й гвардейской армии 3-го Украинского фронта | гвардии старший сержант                                                        | 02.03.1914 — 21.03.1944                       |
| 332 |      | Филатов Григорий Иванович                    | 02.09.1943                                  | авиация                      | помощник командира 146-го гвардейского истребительного авиационного полка по воздушно-стрелковой службе 7-й гвардейской истребительной авиационной дивизии 2-го истребительного авиационного корпуса 1-й воздушной армии Западного фронта | гвардии старший лейтенант                                                      | 17.11.1918 — 23.03.2000                       |
| 333 |      | Филин Михаил Иванович                        | 24.03.1945                                  | пехота                       | командир взвода автоматчиков 325-го стрелкового полка 14-й стрелковой дивизии 14-й армии Карельского фронта | лейтенант                                                                      | 15.04.1922 — 11.02.1970                       |
| 334 |      | Филиппов Григорий Андреевич                  | 24.03.1945                                  | пехота                       | комсорг батальона 610-го стрелкового полка 203-й стрелковой дивизии 53-й армии 2-го Украинского фронта | сержант                                                                        | 22.02.1922 — 03.12.2008                       |
| 335 |      | Фирсов Иван Иванович                         | 16.10.1943                                  | пехота                       | пулемётчик 4-го гвардейского стрелкового полка 6-й гвардейской стрелковой дивизии 13-й армии Центрального фронта | гвардии младший сержант                                                        | 10.02.1916 — 06.10.1985                       |
| 336 |      | Фоминых Николай Фёдорович                    | 03.06.1944                                  | пехота                       | стрелок 372-го стрелкового полка 218-й стрелковой дивизии 47-й армии 1-го Украинского фронта | рядовой                                                                        | 09.05.1923 — 21.10.1943                       |
| 337 |      | Фуфачёв Владимир Филиппович                  | 29.06.1945                                  | авиация                      | летчик 565-го штурмового авиационного полка 224-й штурмовой авиационной дивизии 8-го штурмового авиационного корпуса 8-й воздушной армии 4-го Украинского фронта | лейтенант                                                                      | 23.06.1923 — 15.05.1945                       |
| 338 |      | Хазипов Назип Хазипович                      | 27.06.1945                                  | танкист                      | командир танкового взвода 24-й гвардейской танковой бригады 5-го гвардейского механизированного корпуса 4-й гвардейской танковой армии 1-го Украинского фронта | гвардии лейтенант                                                              | 10.02.1924 — 25.03.1945                       |
| 339 |      | Хандриков Лев Борисович                      | 24.03.1945                                  | связисты                     | радиотелеграфист батареи 870-го лёгкого артиллерийского полка 11-й лёгкой артиллерийской бригады 7-й артиллерийской дивизии прорыва 46-й армии 2-го Украинского фронта | ефрейтор                                                                       | 10.04.1926 — 28.01.2002                       |
| 340 |      | Харлов Алексей Гаврилович                    | 24.03.1945                                  | танкист                      | командир танковой роты 26-го гвардейского отдельного тяжелого танкового полка 21-й армии Ленинградского фронта | гвардии старший лейтенант                                                      | 26.03.1919 — 21.06.1944                       |
| 341 |      | Харченко Юрий Никитич                        | 26.04.1971                                  | авиация                      | лётчик-испытатель Новосибирского авиазавода | подполковник                                                                   | род. 13.10.1930—21.10.2017                    |
| 342 |      | Хасаншин Мансур Рахипович                    | 03.06.1944                                  | артиллерия                   | командир минометной роты 9-й гвардейской механизированной бригады 3-го гвардейского механизированного корпуса 47-й армии Воронежского фронта | гвардии лейтенант                                                              | 12.12.1923 — 13.04.1975                       |
| 343 |      | Хворов Леонид Петрович                       | 27.06.1945                                  | десантники                   | пулеметчик 23-го гвардейского воздушно-десантного полка 9-й гвардейской воздушно-десантной дивизии 5-й гвардейской армии 1-го Украинского фронта | гвардии младший сержант                                                        | 21.04.1925 — июнь 1961                        |
| 344 |      | Хомяков Василий Сергеевич                    | 24.03.1945                                  | танкист                      | командир танка 21-й гвардейской танковой бригады 5-го гвардейского танкового корпуса 6-й танковой армии 2-го Украинского фронта | гвардии младший лейтенант                                                      | 27.02.1924 — 25.08.1944                       |
| 345 |      | Хохлов Моисей Залманович                     | 29.10.1943                                  | пехота                       | командир отделения 1318-го стрелкового полка 163-й стрелковой дивизии 38-й армии Воронежского фронта | сержант                                                                        | 23.10.1923 — 05.05.2015                       |
| 346 |      | Хохряков Фёдор Павлович                      | 25.09.1944                                  | артиллерия                   | командир взвода 1071-го истребительно-противотанкового артиллерийского полка 4-го гвардейского кавалерийского корпуса 1-го Белорусского фронта | младший лейтенант                                                              | 01.03.1925 — 21.07.1944                       |
| 347 |      | Хребтов Фёдор Ефимович                       | 16.10.1943                                  | пехота                       | командир батальона 207-го гвардейского стрелкового полка 70-й гвардейской стрелковой дивизии 13-й армии Центрального фронта | гвардии капитан                                                                | 03.05.1907 — 01.07.1984                       |
| 348 |      | Цапов Иван Иванович                          | 22.07.1944                                  | авиация                      | командир эскадрильи 3-го гвардейского истребительного авиационного полка 1-й гвардейской истребительной авиационной дивизии ВВС Балтийского флота | гвардии капитан                                                                | 13.11.1922 — 24.04.2011                       |
| 349 |      | Цивчинский Виктор Гаврилович                 | 24.12.1943                                  | артиллерия                   | командующий артиллерией 68-й гвардейской стрелковой дивизии 40-й армии Воронежского фронта | гвардии подполковник                                                           | 22.11.1906 — 30.05.1961                       |
| 350 |      | Чванов Виктор Тимофеевич                     | 22.07.1944                                  | авиация                      | штурман звена 1-го гвардейского минно-торпедного авиационного полка 8-й минно-торпедной авиационной дивизии ВВС Балтийского флота | гвардии старший лейтенант                                                      | 24.11.1914 — 09.08.1944                       |
| 351 |      | Чергин Виктор Степанович                     | 26.04.1944                                  | пехота                       | командир отделения роты автоматчиков 69-го гвардейского танкового полка 21-й гвардейской механизированной бригады 8-го гвардейского механизированного корпуса 1-й танковой армии 1-го Украинского фронта | гвардии младший сержант                                                        | 26.04.1921 — 24.01.1972                       |
| 352 |      | Черепанов Иван Иванович                      | 22.07.1944                                  | пехота                       | командир пулемётного отделения 215-го стрелкового полка 179-й стрелковой дивизии 43-й армии 1-го Прибалтийского фронта | младший сержант                                                                | 11.09.1916 — 12.06.1975                       |
| 353 |      | Черепанов Степан Михайлович                  | 09.02.1944                                  | артиллерия                   | командир артиллерии 764-го стрелкового полка 232-й стрелковой дивизии 38-й армии Воронежского фронта | гвардии капитан                                                                | 04.12.1918 — 07.11.1944                       |
| 354 |      | Чернавских Николай Матвеевич                 | 21.02.1945                                  | артиллерия                   | командир орудия 685-го лёгкого артиллерийского полка 15-й лёгкой артиллерийской бригады 3-й артиллерийской дивизии прорыва 38-й армии 1-го Украинского фронта | старший сержант                                                                | 12.08.1921 — 12.02.1945                       |
| 355 |      | Черных Сергей Александрович                  | 31.12.1936                                  | авиация                      | командир авиационного звена | лейтенант                                                                      | 22.01.1912 — 16.10.1941                       |
| 356 |      | Чернышенко Виктор Семёнович                  | 10.03.1944                                  | танкист                      | стрелок-радист танка 328-го танкового батальона 118-й отдельной танковой бригады 3-й ударной армии 2-го Прибалтийского фронта | сержант                                                                        | 25.10.1925 — 02.12.1997                       |
| 357 |      | Чертов Анатолий Агеевич                      | 23.10.1943                                  | пехота                       | разведчик 955-го стрелкового полка 309-й стрелковой дивизии 40-й армии Воронежского фронта | рядовой                                                                        | 14.01.1920 — октябрь 1944                     |
| 358 |      | Чечулин Иван Павлович                        | 24.03.1945                                  | танкист                      | командир взвода легких бронемашин отдельной разведывательной роты 9-й гвардейской механизированной бригады 3-го гвардейского механизированного корпуса 1-го Прибалтийского фронта | гвардии техник-лейтенант                                                       | 19.09.1918 — 02.02.1945                       |
| 359 |      | Чечулин Николай Васильевич                   | 13.09.1944                                  | пехота                       | командир отделения 105-го гвардейского стрелкового полка 34-й гвардейской стрелковой дивизии 46-й армии 3-го Украинского фронта | гвардии сержант                                                                | 10.01.1922 — 10.05.1968                       |
| 360 |      | Чистяков Василий Михайлович                  | 20.06.1942                                  | авиация                      | штурман отряда 1-го тяжёлого бомбардировочного авиационного полка 23-й авиационной дивизии дальнебомбардировочной авиации | капитан                                                                        | 10.02.1908 — 29.11.1984                       |
| 361 |      | Чистяков Максим Андреевич                    | 17.10.1943                                  | артиллерия                   | командир орудия 167-го гвардейского лёгкого артиллерийского полка 3-й гвардейской лёгкой артиллерийской бригады 1-й гвардейской артиллерийской дивизии прорыва 60-й армии Центрального фронта | гвардии сержант                                                                | 25 апреля (8 мая) 1909 — 19.12.1992           |
| 362 |      | Чудинов Степан Васильевич                    | 27.02.1945                                  | артиллерия                   | командир миномётной роты 738-го стрелкового полка 134-й стрелковой дивизии 69-й армии 1-го Белорусского фронта | капитан                                                                        | 26.11.1916 — 20.11.1980                       |
| 363 |      | Чухарев Вячеслав Фёдорович                   | 24.03.1945                                  | танкист                      | старший радист-пулемётчик танка 3-го танкового батальона 117-й танковой бригады 1-го танкового корпуса 6-й гвардейской армии 1-го Прибалтийского фронта | младший сержант                                                                | 20.04.1926 — 27.07.1959                       |
| 364 |      | Шабуров Валентин Иванович                    | 15.05.1946                                  | пехота                       | командир взвода 990-го стрелкового полка 230-й стрелковой дивизии 5-й ударной армии 1-го Белорусского фронта | лейтенант                                                                      | 15.10.1923 — 01.06.2003                       |
| 365 |      | Шалашков Николай Ильич                       | 17.10.1943                                  | инженер                      | сапёр 553-го отдельного сапёрного батальона 226-й стрелковой дивизии 60-й армии Центрального фронта | ефрейтор                                                                       | 26.11.1920 — 24.11.1943                       |
| 366 |      | Шамгулов Фаттах Гафурьянович                 | 15.05.1946                                  | пехота                       | заместитель командира 227-го стрелкового полка 183-й стрелковой дивизии 38-й армии 4-го Украинского фронта | майор                                                                          | 04.08.1921 — 18.04.1945                       |
| 367 |      | Шанаурин Прокопий Степанович                 | 19.04.1945                                  | артиллерия                   | командир отделения разведки 19-го артиллерийского полка 26-й стрелковой дивизии 43-й армии 3-го Белорусского фронта | старший сержант                                                                | 15.09.1919 — 14.10.1960                       |
| 368 |      | Шаров Маркел Потапович                       | 24.03.1945                                  | пехота                       | помощник командира взвода 1266-го стрелкового полка 385-й стрелковой дивизии 50-й армии 2-го Белорусского фронта | старший сержант                                                                | 27.02.1912 — 27.03.1995                       |
| 369 |      | Шаров Павел Степанович                       | 23.02.1945                                  | авиация                      | заместитель командира эскадрильи 723-го штурмового авиационного полка 211-й штурмовой авиационной дивизии 3-й воздушной армии 1-го Прибалтийского фронта | старший лейтенант                                                              | 16.07.1922 — 04.10.2004                       |
| 370 |      | Шатров Виктор Степанович                     | 22.02.1944                                  | десантники                   | командир батальона 3-го гвардейского воздушно-десантного полка 1-й гвардейской воздушно-десантной дивизии, 37-й армии, Степного фронта | гвардии старший лейтенант                                                      | 15.11.1914 — 26.12.1984                       |
| 371 |      | Шафранов Пётр Григорьевич                    | 19.04.1945                                  | генерал                      | командующий 31-й армией 3-го Белорусского фронта | генерал-лейтенант                                                              | 09 (22) января 1909 — 04.11.1972              |
| 372 |      | Шевелёв Антон Антонович                      | 05.11.1944                                  | авиация                      | заместитель командира эскадрильи 30-го гвардейского авиационного полка 48-й авиационной дивизии 8-го авиационного корпуса авиации дальнего действия | гвардии капитан                                                                | 17.11.1918 — 10.05.1981                       |
| 373 |      | Шевчук Григорий Лаврентьевич                 | 10.01.1944                                  | артиллерия                   | командир миномётной роты 615-го стрелкового полка 167-я стрелковой дивизии 38-й армии 1-го Украинского фронта | старший лейтенант                                                              | 04.09.1923 — 21.03.1992                       |
| 374 |      | Шерстнёв Владимир Павлович                   | 30.10.1943                                  | связисты                     | связист 188-го стрелкового полка 106-й стрелковой дивизии 65-й армии Центрального фронта | младший сержант                                                                | 13.08.1920 — 12.12.1992                       |
| 375 |      | Шершавин Сергей Иванович                     | 26.10.1943                                  | инженер                      | командир саперного взвода 480-го стрелкового полка 152-й стрелковой дивизии 6-й армии Юго-Западный фронт | старший сержант                                                                | 21.06.1915 — 08.03.2002                       |
| 376 |      | Шилков Анфилофий Петрович                    | 16.05.1944                                  | артиллерия                   | командир орудия 624-го стрелкового полка 137-й стрелковой дивизии 48-й армии Белорусского фронта | старший сержант                                                                | 01.03.1917 — 15.03.1990                       |
| 377 |      | Шиляев Фёдор Фёдорович                       | 22.07.1944                                  | инженер                      | командир отделения 22-го отдельного штурмового инженерно-саперного батальона 5-й штурмовой инженерно-саперной бригады 43-й армии 1-го Прибалтийского фронта | старшина                                                                       | 06.04.1900 — 16.11.1969                       |
| 378 |      | Шипицын Михаил Дмитриевич                    | 18.08.1945                                  | авиация                      | командир звена 43-го гвардейского штурмового авиационного полка 230-й штурмовой авиационной дивизии 4-й воздушной армии 2-го Белорусского фронта | старший лейтенант                                                              | 02.09.1920 — 09.01.2008                       |
| 379 |      | Шмаков Анатолий Иванович                     | 18.08.1945                                  | авиация                      | старший лётчик 783-го штурмового авиационного полка 199-й штурмовой авиационной дивизии 4-го штурмового авиационного корпуса 4-й воздушной армии 2-го Белорусского фронта | лейтенант                                                                      | 08.12.1921 — 16.02.2012                       |
| 380 |      | Шомин Александр Константинович               | 24.03.1945                                  | пехота                       | помощник командира взвода 1090-го стрелкового полка 323-й стрелковой дивизии 3-й армии, 2-го Белорусского фронта | старший сержант                                                                | 21.06.1906 — 26.06.1944                       |
| 381 |      | Шумелёв Александр Прокопьевич                | 10.01.1944                                  | артиллерия                   | командир взвода артиллерийского дивизиона 22-й гвардейской мотострелковой бригады 6-го гвардейского танкового корпуса 3-й гвардейской танковой армии 1-го Украинского фронта | гвардии младший лейтенант                                                      | 07.09.1913 — 19.04.1945                       |
| 382 |      | Шутов Виктор Алексеевич                      | 29.10.1943                                  | пехота                       | стрелок 2-й стрелковой роты 529-го стрелкового полка 163-й стрелковой дивизии 38-й армии, Воронежского фронта | рядовой                                                                        | 1920 — ноябрь 1943                            |
| 383 |      | Щеглов Афанасий Фёдорович                    | 13.02.1944                                  | пехота                       | командир 63-й гвардейской стрелковой дивизии 67-й армии Ленинградского фронта | гвардии полковник                                                              | 02 (15) января 1912 — 28.01.1995              |
| 384 |      | Щелканов Сергей Андреевич                    | 10.01.1944                                  | пехота                       | старший адъютант 1-го стрелкового батальона 1129-го стрелкового полка 337-й стрелковой дивизии 40-й армии Воронежского фронта | капитан                                                                        | 2 (15) сентября 1915 — 17.04.1944             |
| 385 |      | Щербаков Александр Фёдорович                 | 24.12.1943                                  | артиллерия                   | начальник разведки дивизиона 36-го гвардейского миномётного полка 3-й гвардейской танковой армии Воронежского фронта | гвардии старший лейтенант                                                      | 23.10.1923 — 02.11.2002                       |
| 386 |      | Юрков Александр Дмитриевич                   | 28.04.1945                                  | пехота                       | командир отделения разведки 125-го стрелкового полка 6-й стрелковой дивизии 53-й армии 2-го Украинского фронта | старший сержант                                                                | 7 (20) сентября 1915 год — 10.12.1988         |
| 387 |      | Язовских Иван Семёнович                      | 13.09.1944                                  | пехота                       | командир отделения роты противотанковых ружей 350-го отдельного истребительно-противотанкового дивизиона 294-й стрелковой дивизии 52-й армии 2-го Украинского фронта | старший сержант                                                                | 01.09.1923 — 14.12.1979                       |
| 388 |      | Якимов Алексей Петрович                      | 22.07.1966                                  | авиация                      | начальник лётной службы ОКБ А. Н. Туполева | подполковник                                                                   | 24 января (6 февраля) 1914 год — 10.03.2006   |
| 389 |      | Яковлев Василий Нестерович                   | 10.01.1944                                  | артиллерия                   | командир взвода артиллерийской батареи 959-го стрелкового полка 309-й стрелковой дивизии 40-й армии Воронежского фронта | старший сержант                                                                | 17 (30) декабря 1916 года — 19.08.1997        |
| 390 |      | Яковлев Николай Александрович                | 15.01.1944                                  | пехота                       | пулемётчик 221-го гвардейского стрелкового полка 77-й гвардейской стрелковой дивизии 61-й армии Центрального фронта | гвардии младший сержант                                                        | 06.04.1924 — 02.10.1943                       |
| 391 |      | Ячменев Григорий Егорович                    | 17.11.1943                                  | танкист                      | командир миномётного расчёта 69-й механизированной бригады 9-го механизированного корпуса 3-й гвардейской танковой армии Воронежского фронта | рядовой                                                                        | 27 декабря 1914 года (9 января 1915) — 1991   |